# Aeropuerto Internacional Logan
El Aeropuerto Internacional Logan de Boston (del inglés: Logan International Airport) (IATA: BOS, OACI: KBOS) se encuentra en la ciudad de Boston, estado de Massachusetts, en los Estados Unidos. El aeropuerto posee 6 pistas de aterrizaje y puede emplear aproximadamente a 16,000 personas. Es el mayor aeropuerto de Nueva Inglaterra y el aeropuerto número 19 en cuanto a actividad, en todo Estados Unidos, con 13.5 millones de pasajeros en un año y alcanzando 28 millones de pasajeros en el año 2011.
Logan opera con diversas aerolíneas, tales como JetBlue Airways, Delta Air Lines, United Airlines, American Airlines, Southwest Airlines, múltiples aerolíneas europeas, entre muchas otras, con destinos tanto dentro como fuera de los Estados Unidos hacia Asia, Europa, Caribe, Islas Cabo Verde, México y Sudamérica.

## Historia
Originalmente llamado Aeropuerto de Boston, Logan abrió el 8 de septiembre de 1923 y fue usado en un principio por la guardia aérea de Massachusetts y por el ejército estadounidense. Hasta ese tiempo, era conocido como Jeffery Field. 
Los primeros vuelos comerciales, fueron iniciados por Colonial Air Transport entre Boston y la ciudad de Nueva York, en 1927.
Este aeropuerto es famoso porque de aquí partieron los aviones del Vuelo 11 de American Airlines y del Vuelo 175 de United Airlines, ambos secuestrados luego del despegue y estrellados en las Torres Gemelas del World Trade Center de Nueva York, en los Atentados del 11 de septiembre de 2001.

## Aerolíneas y destinos

### Pasajeros

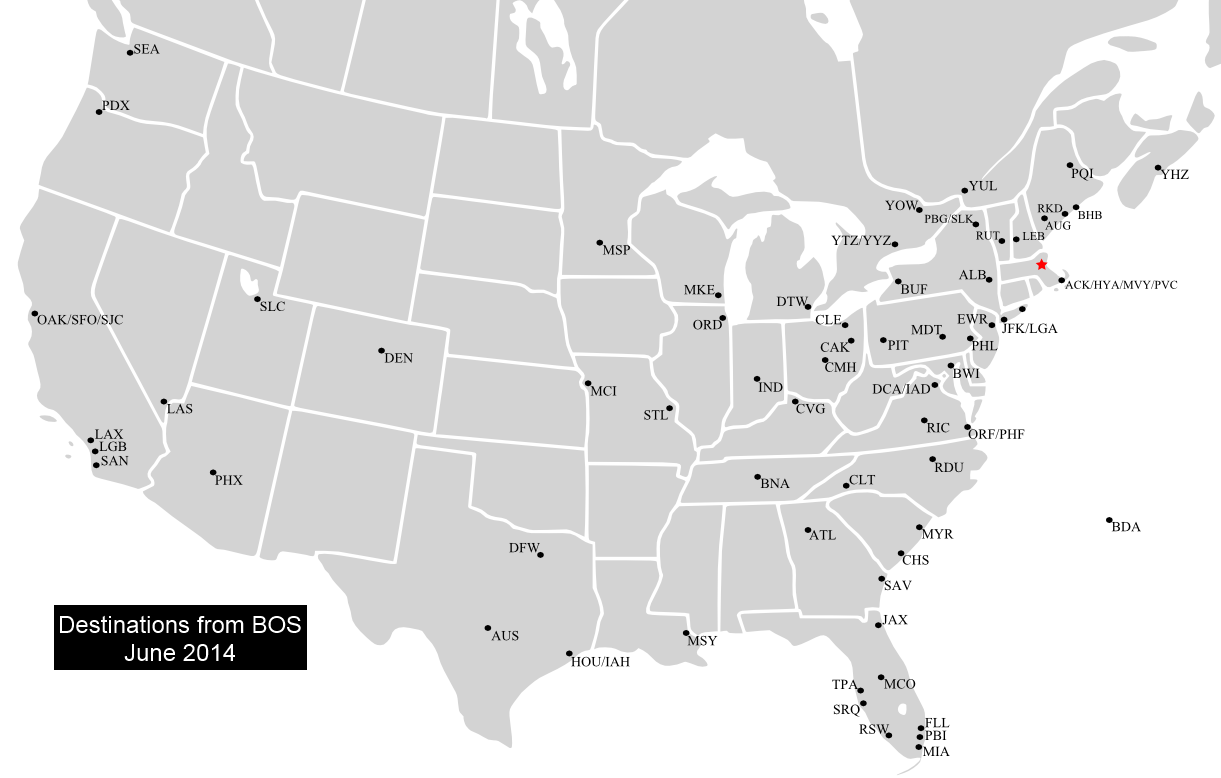
Mapa de destinos nacionales, de Canadá y Bermudas.

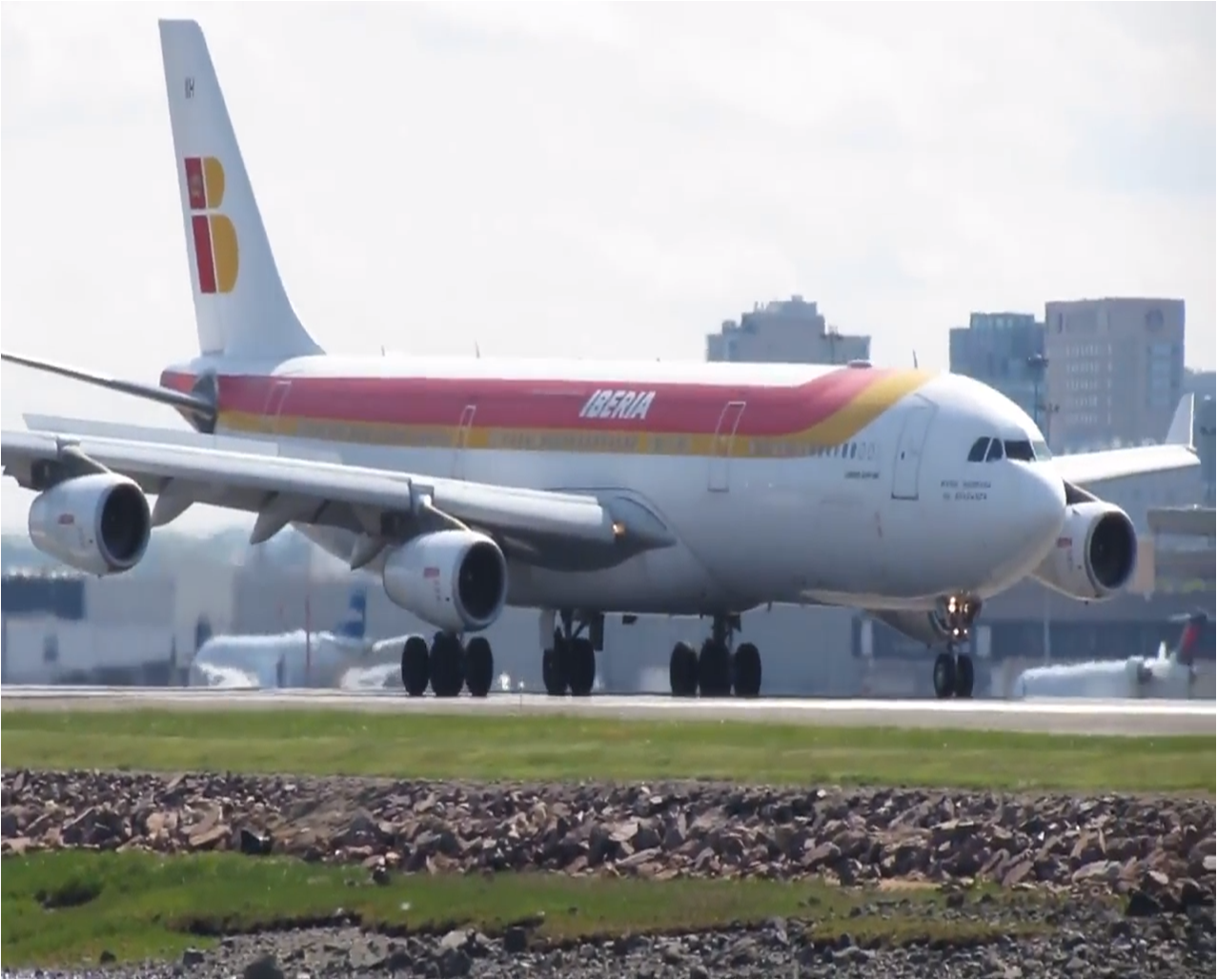
Un Airbus A340-300 de Iberia aterrizando en el aeropuerto.

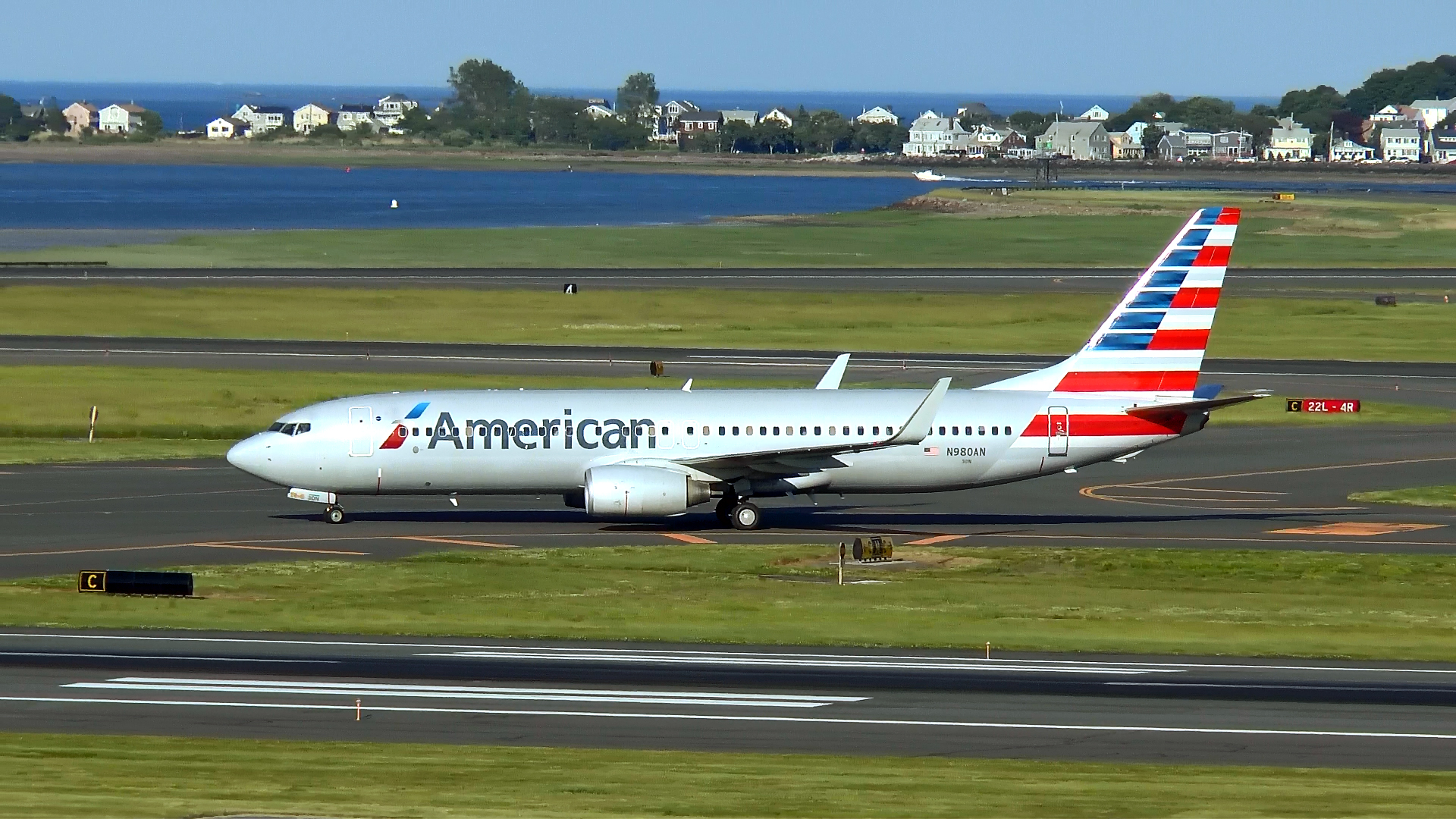
Un Boeing 737-800 de American Airlines rodando en Logan.

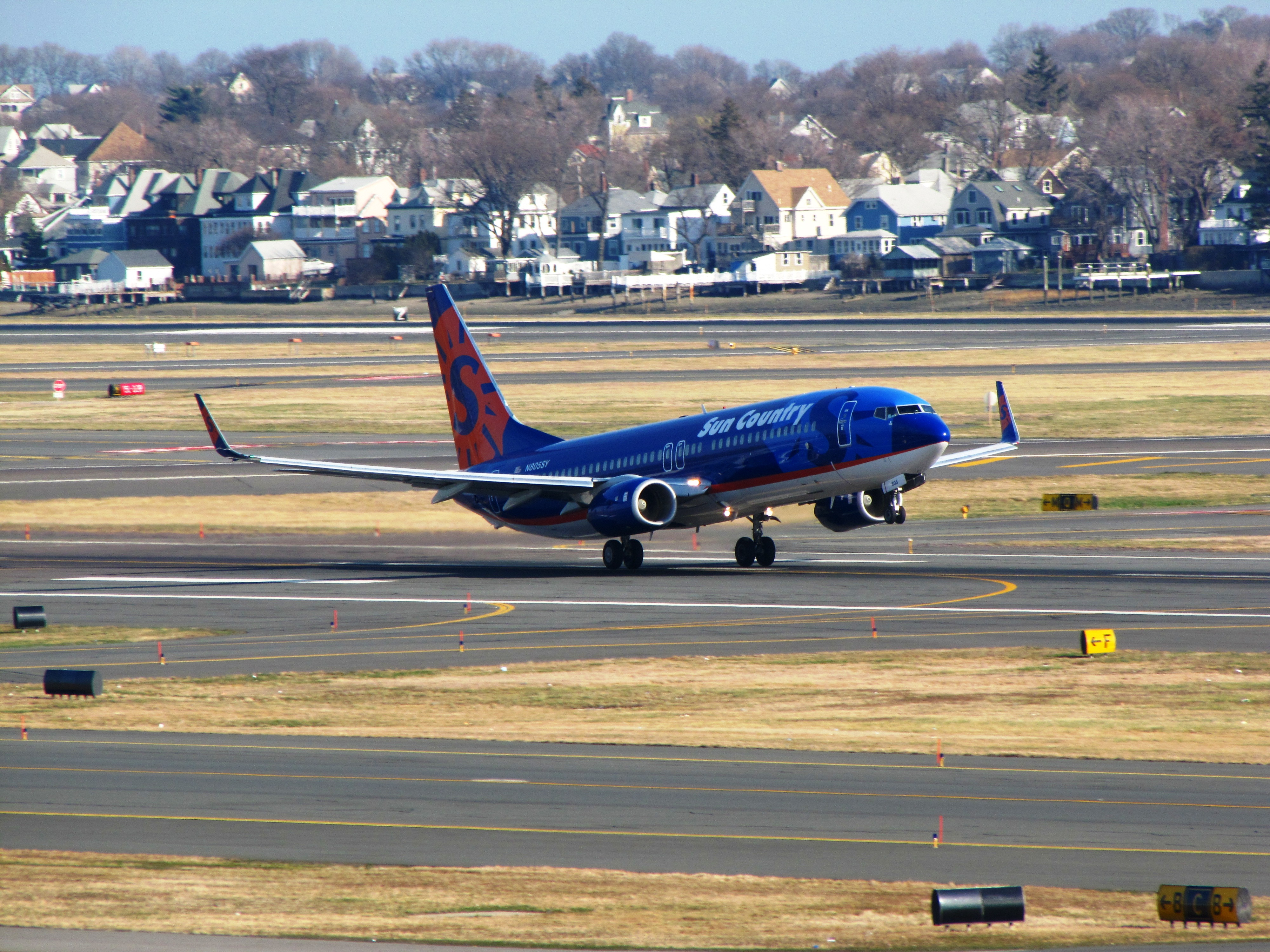
Un Boeing 737-800 de Sun Country Airlines en Logan N805SY.

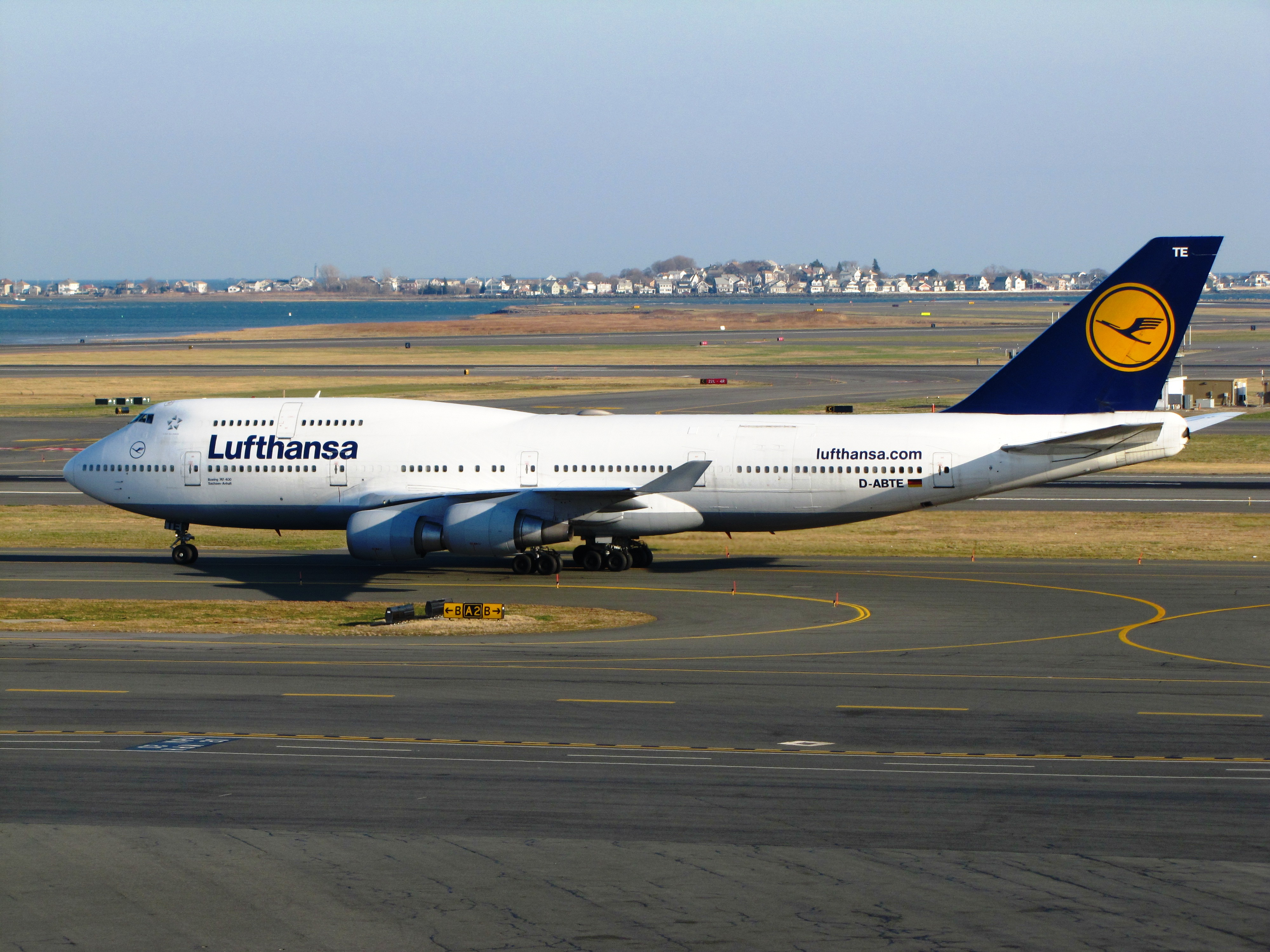
Un Boeing 747-400 de Lufthansa rodando en el aeropuerto.

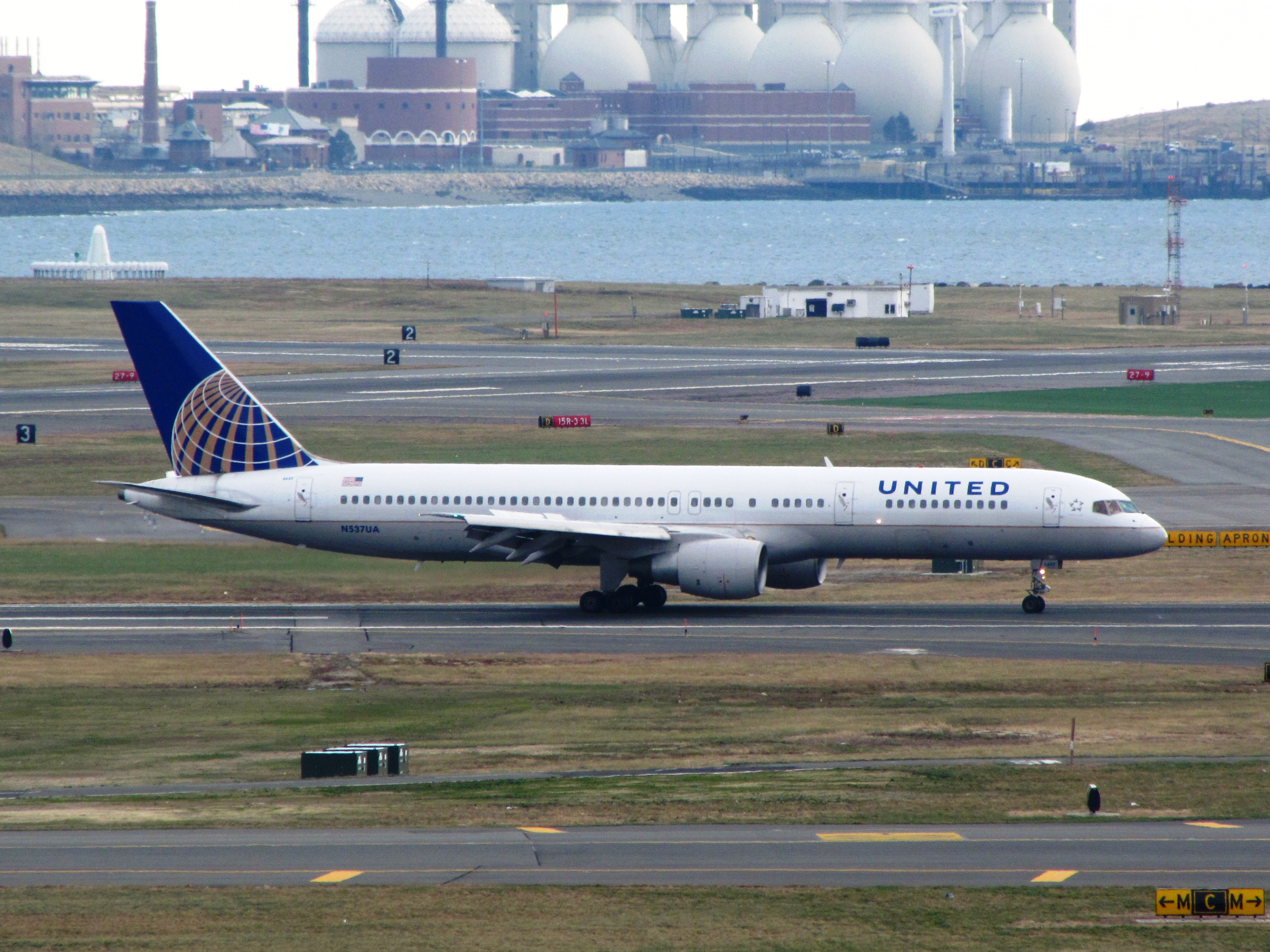
Un Boeing 757-200 de United Airlines rodando.

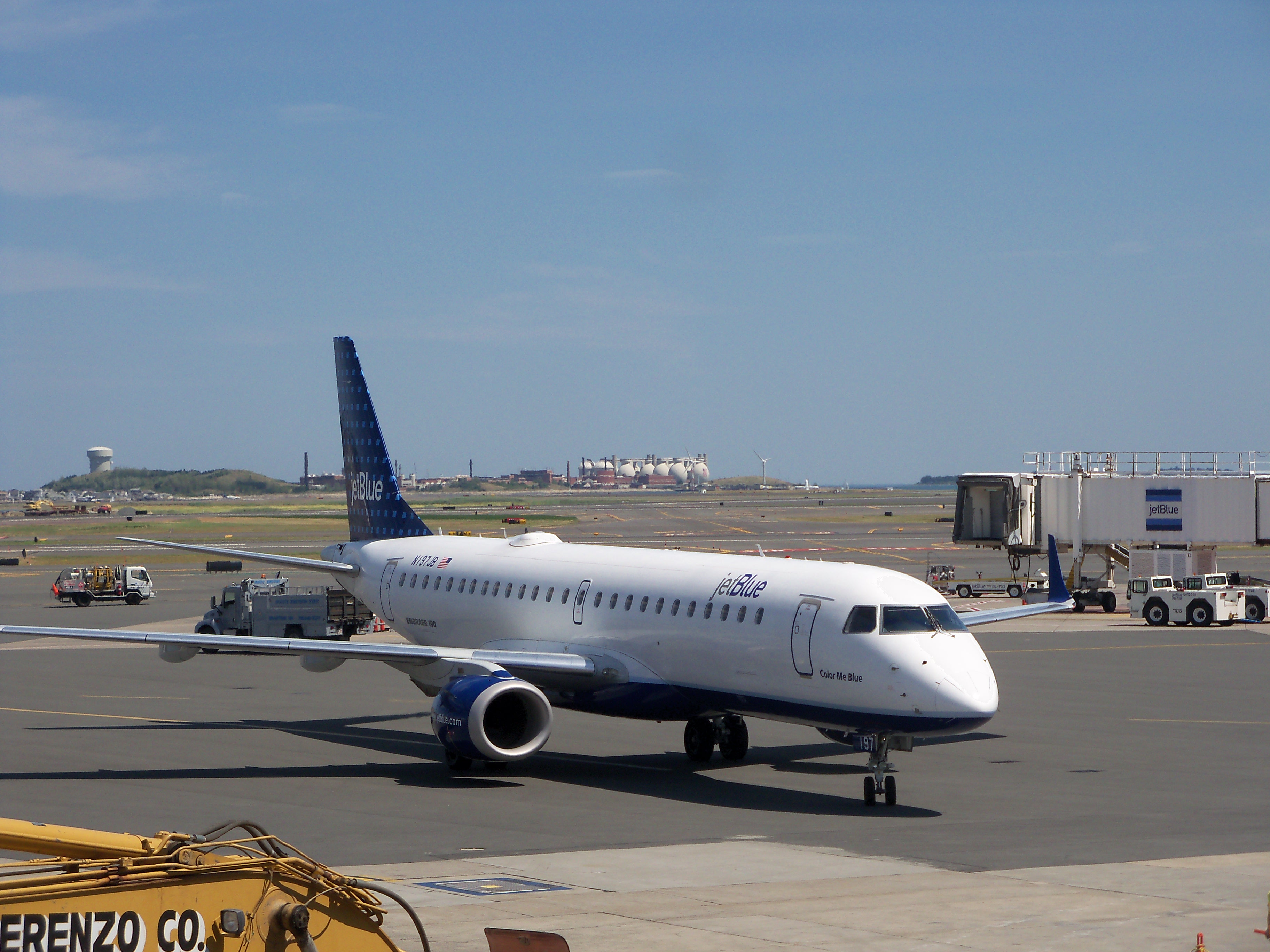
Un Embraer 190 de JetBlue; la aerolínea más grande del aeropuerto.

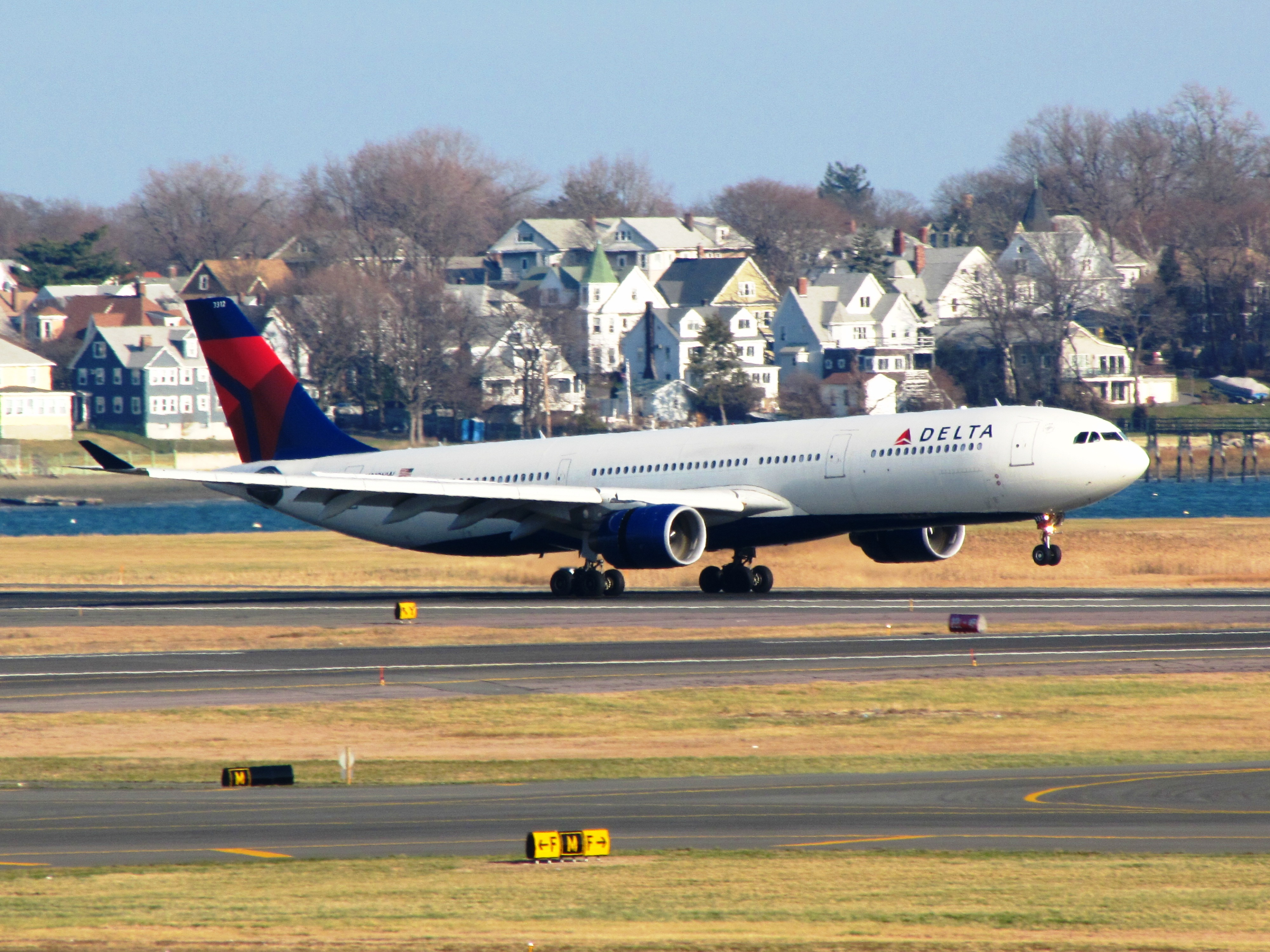
Un A330-300 de Delta Air Lines aterrizando en Logan, con las casas vecinas de Winthrop visibles al fondo.

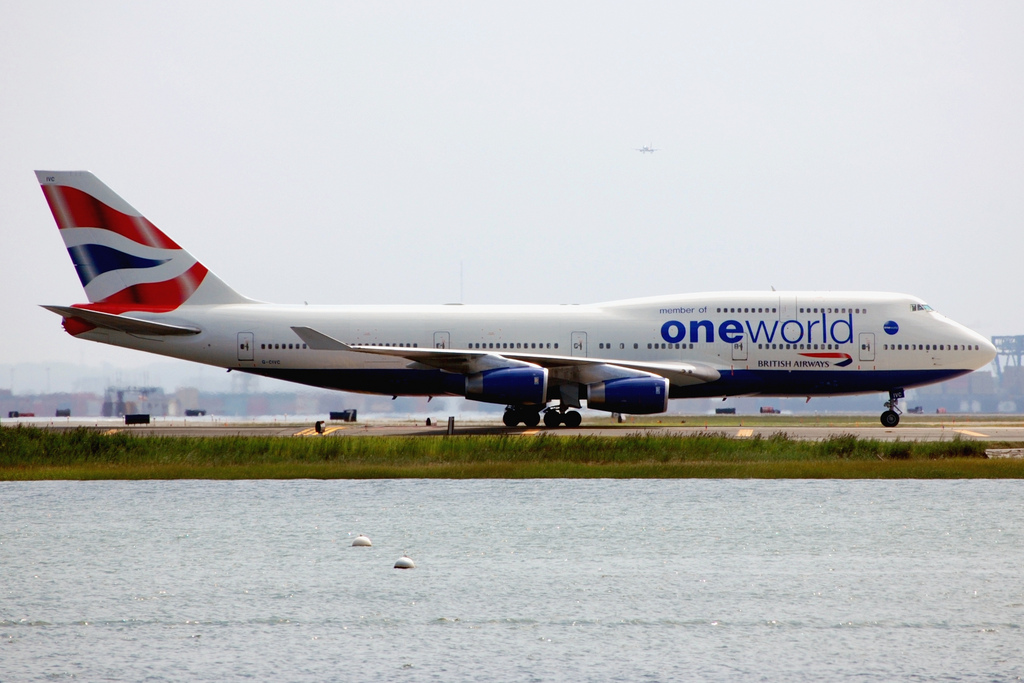
Un Boeing 747-400 de British Airways con colores de la alianza Oneworld.

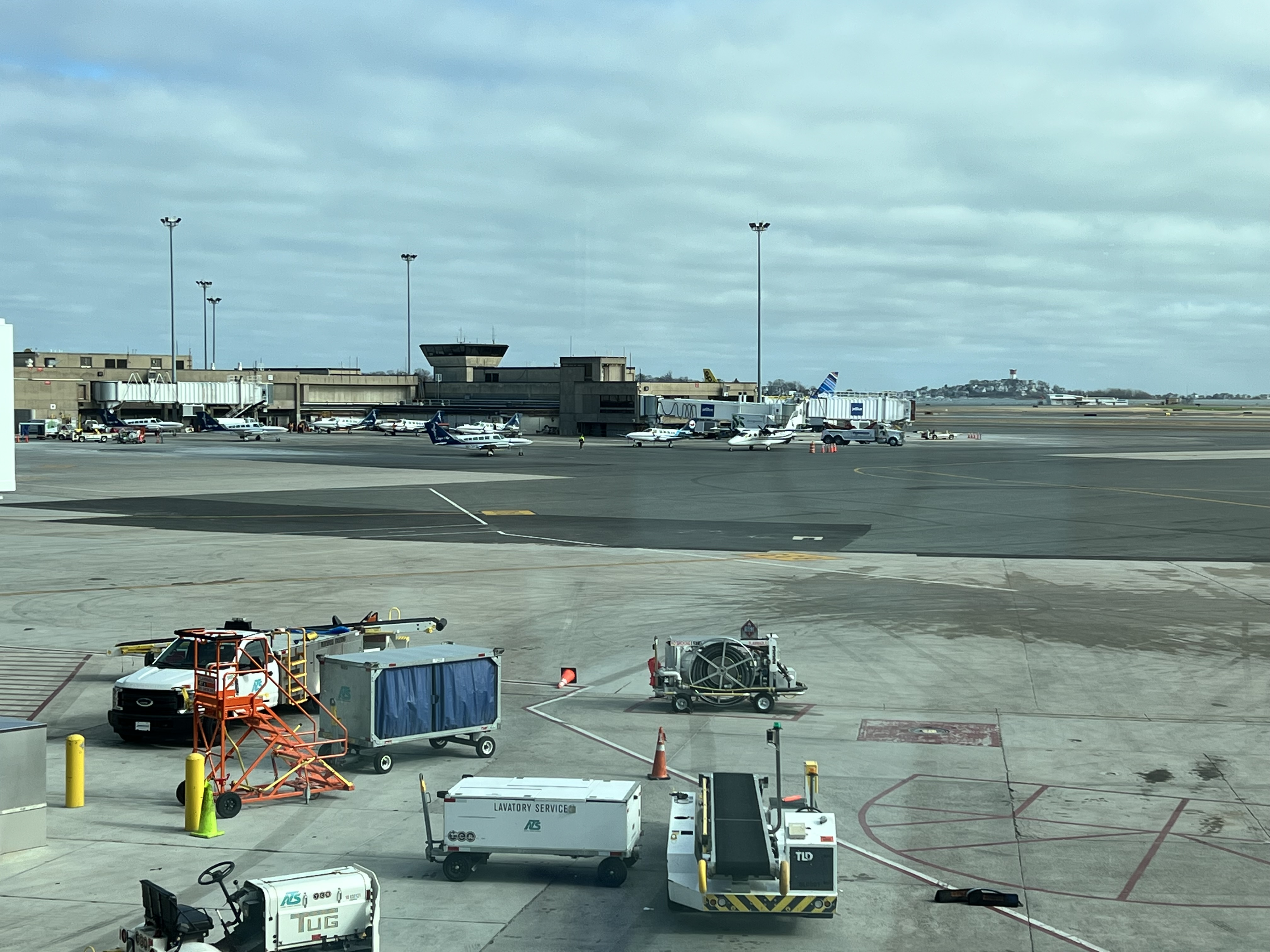
Aviones de Cape Air en la terminal C.

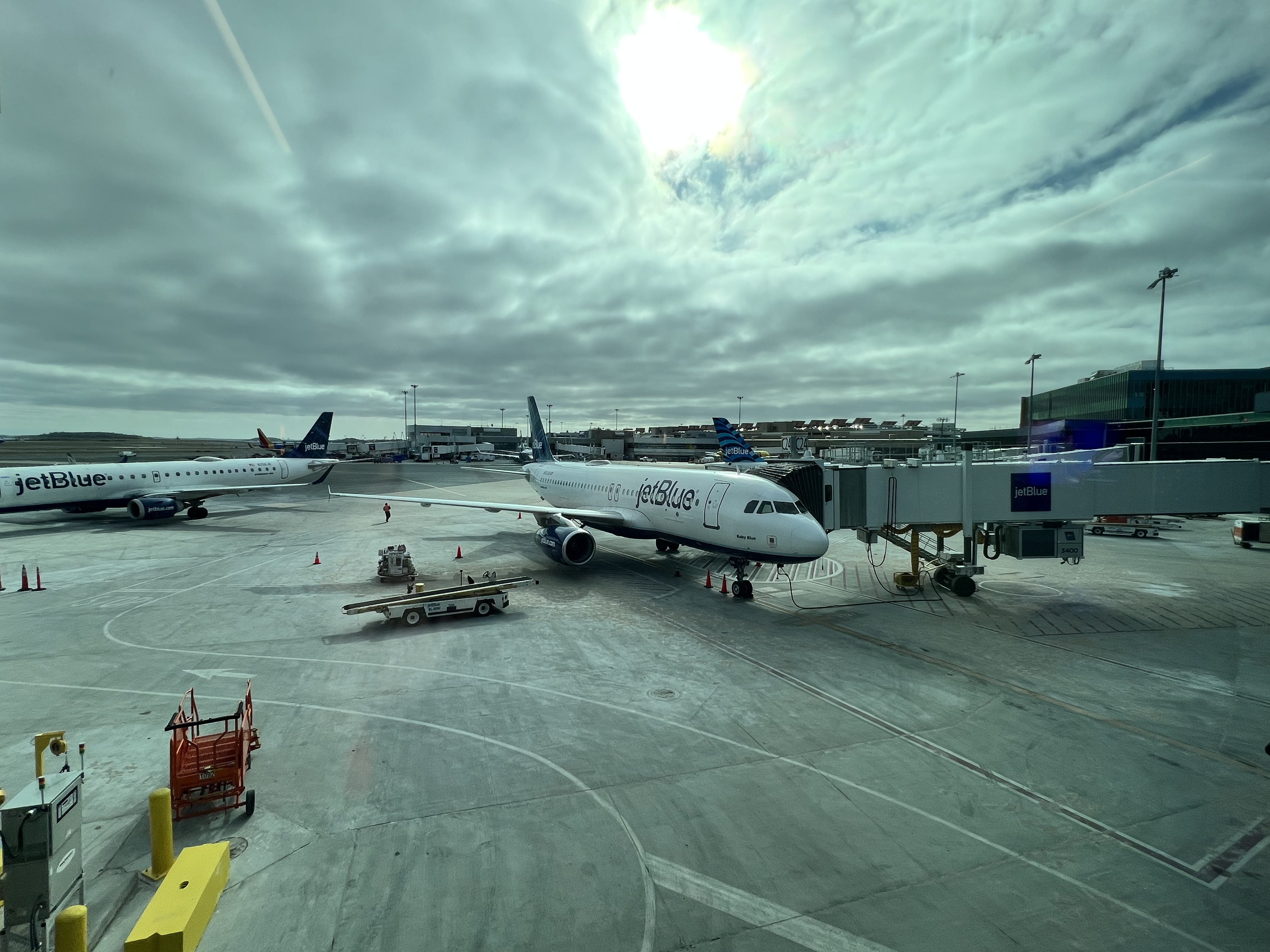
Aviones de JetBlue en la terminal C.

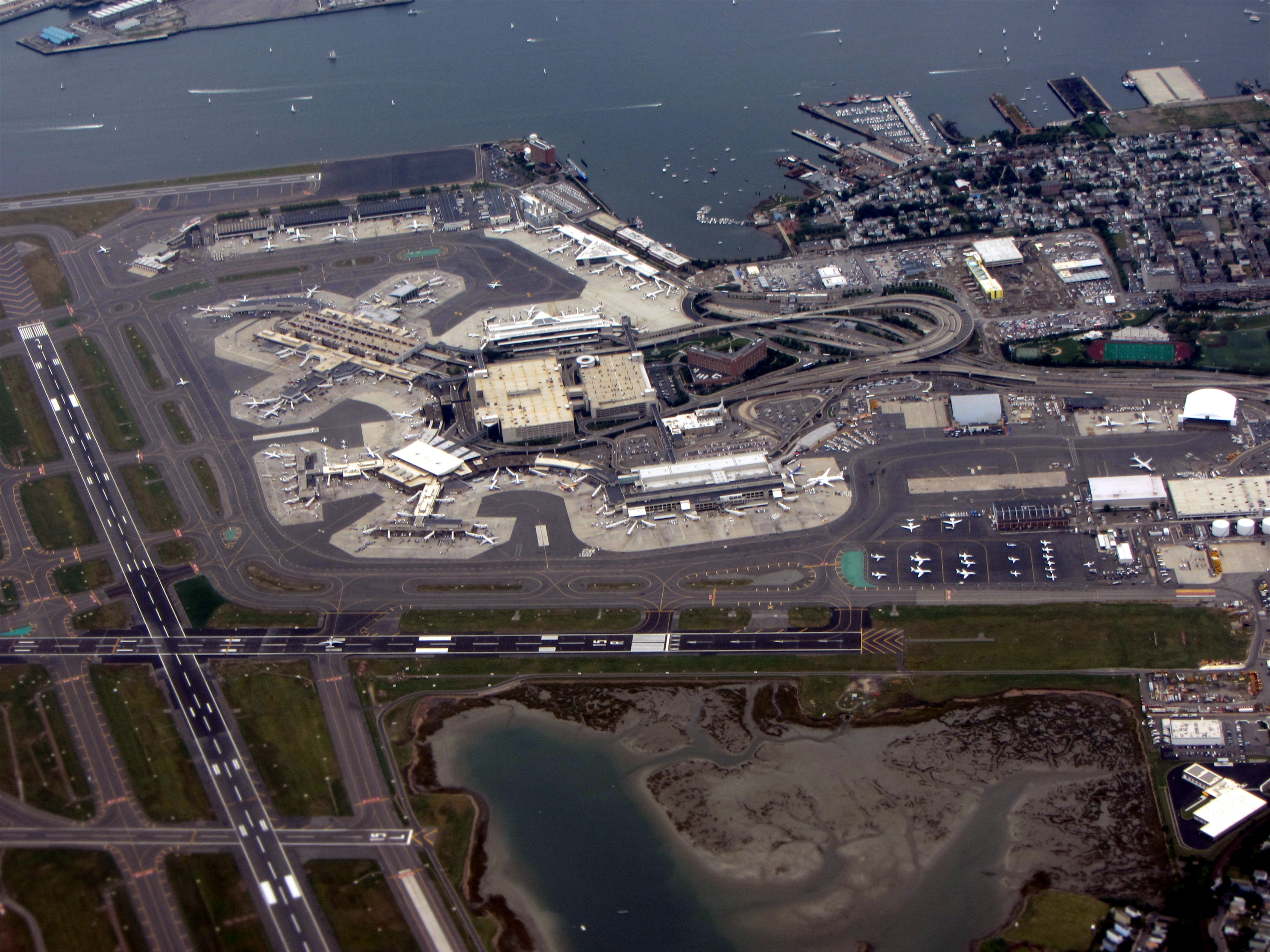
Vista aérea del aeropuerto.

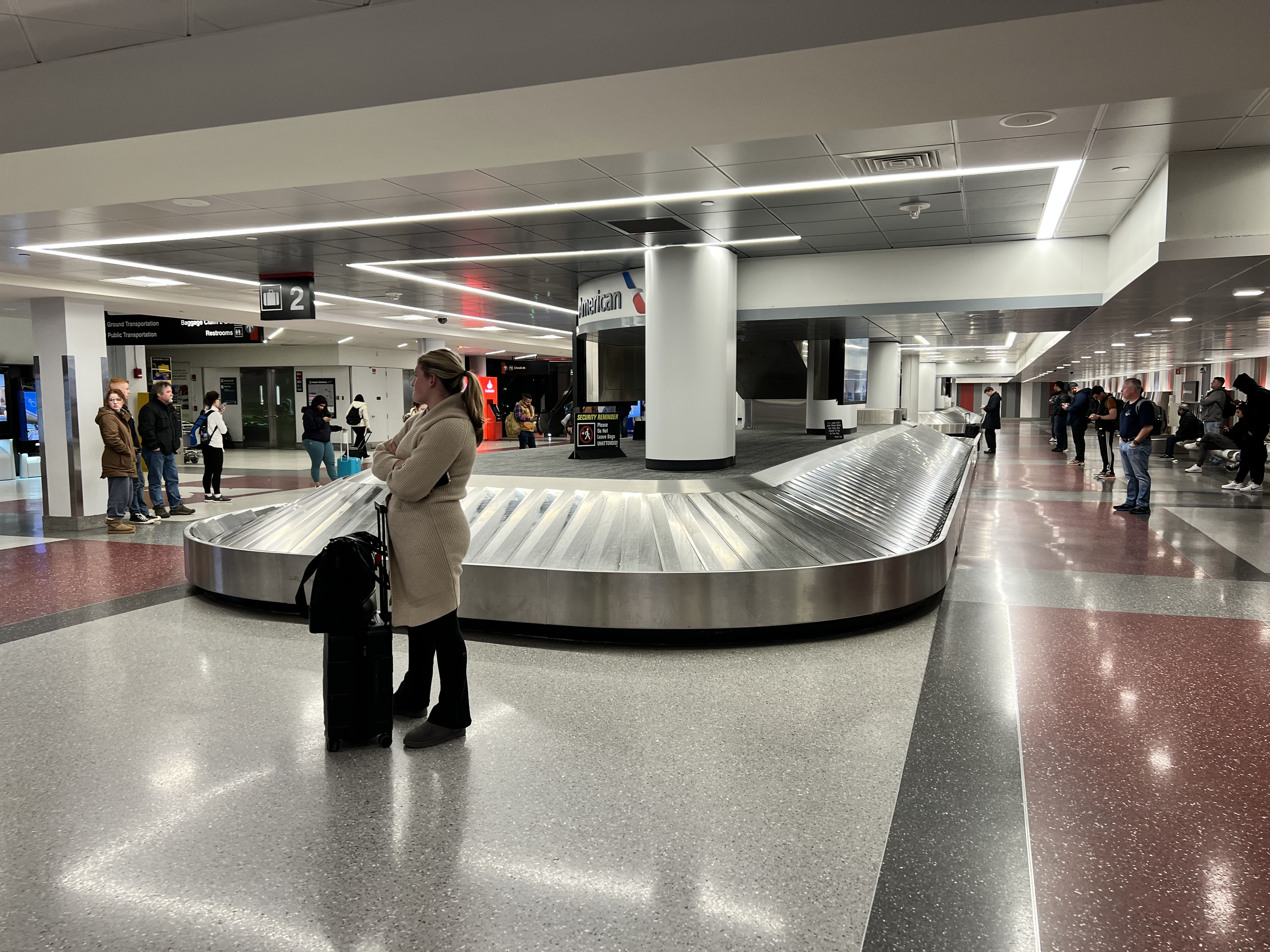
Bandas de reclamo de equipaje de la Terminal B.

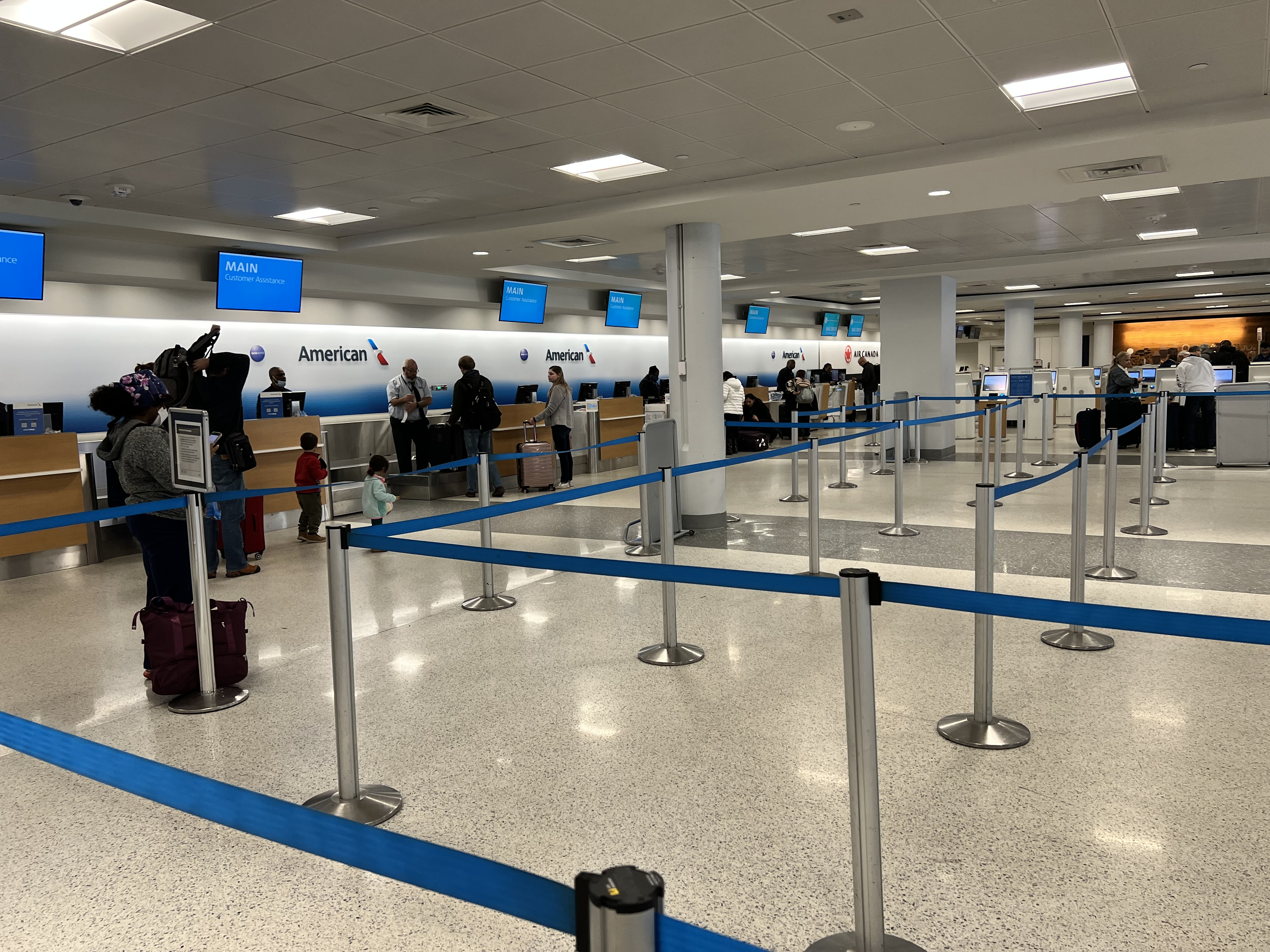
Mostradores de documentación de American Airlines.

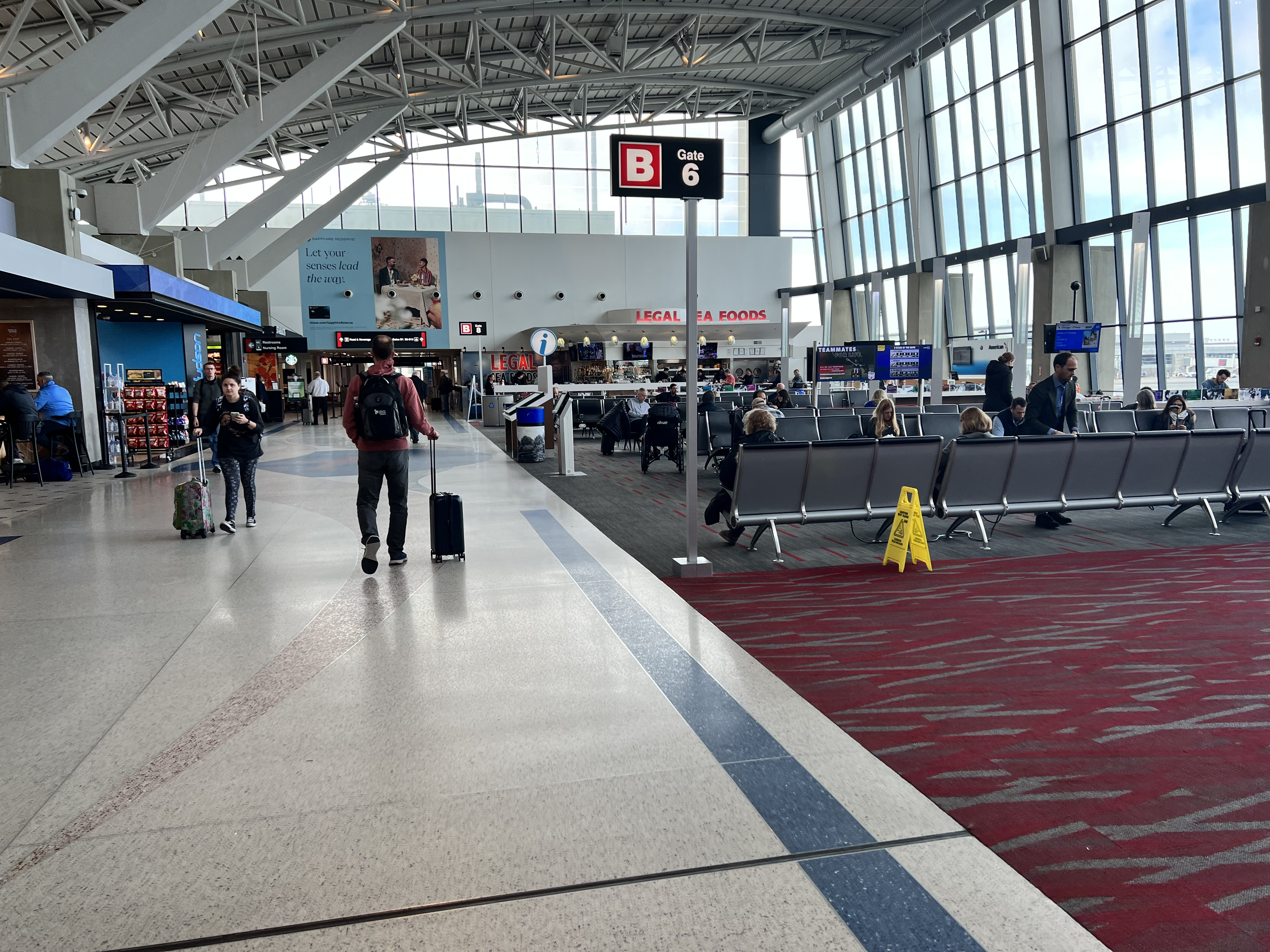
Terminal B del aeropuerto.

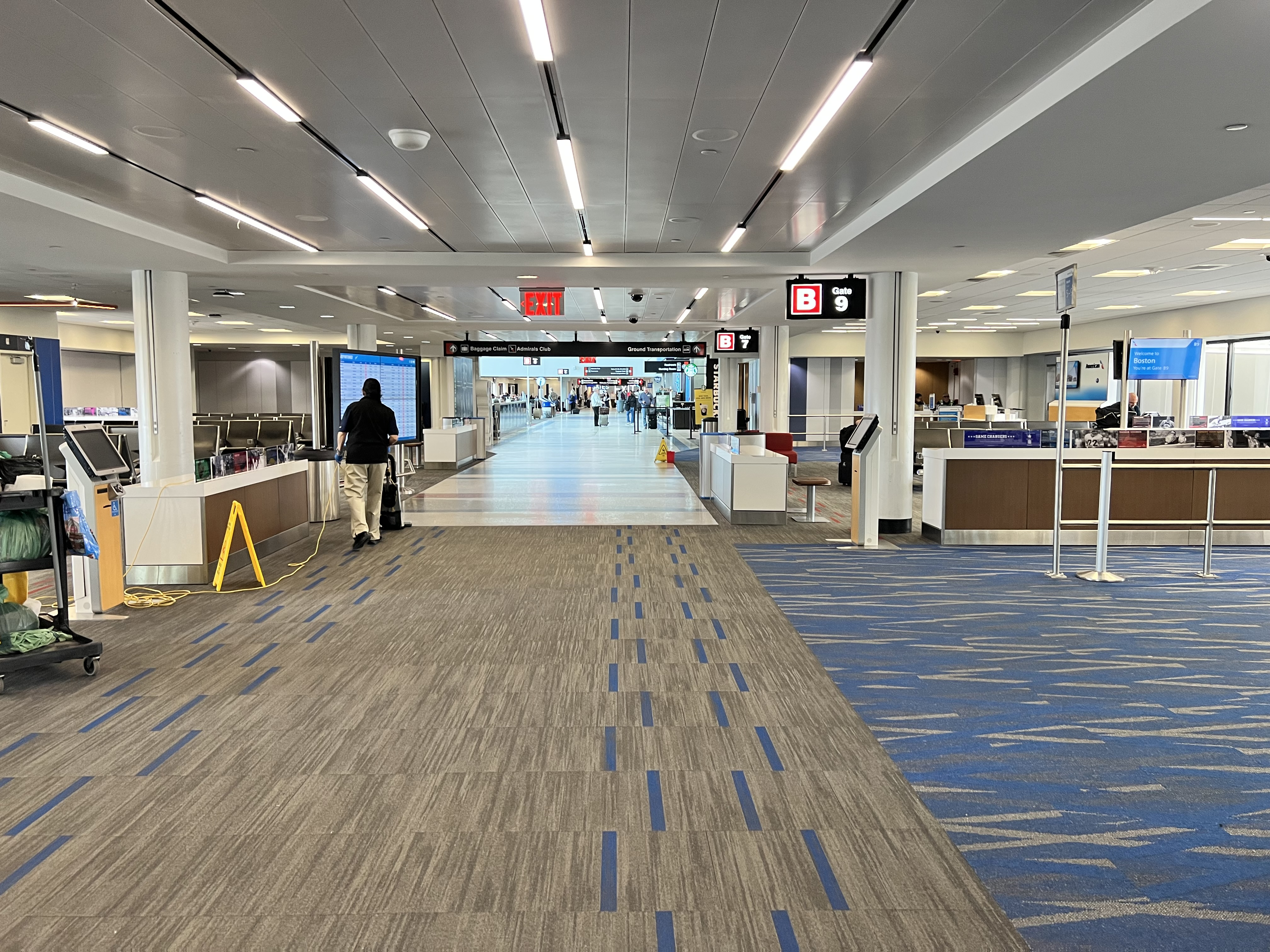
Terminal B del aeropuerto.

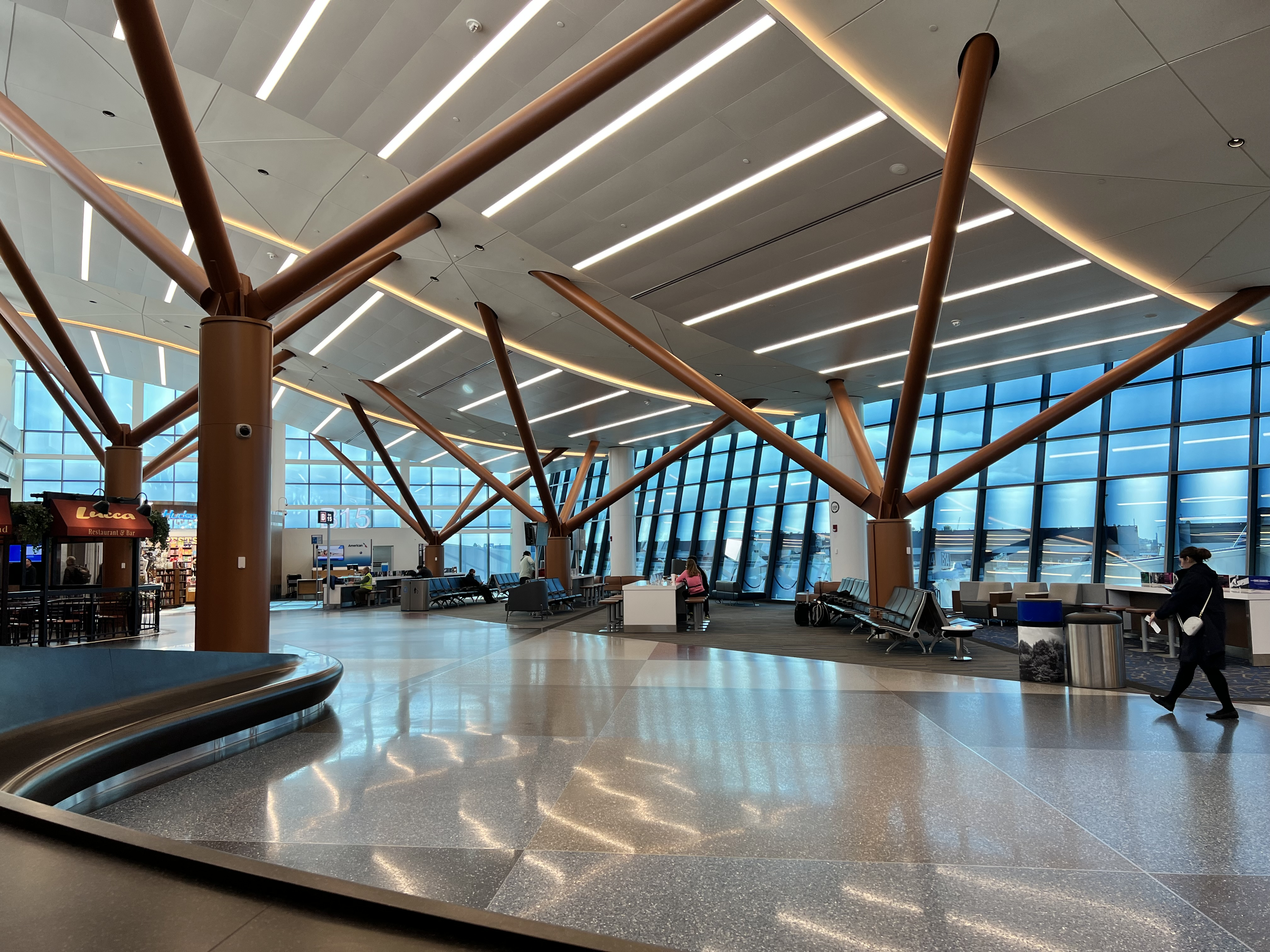
Terminal B del aeropuerto.

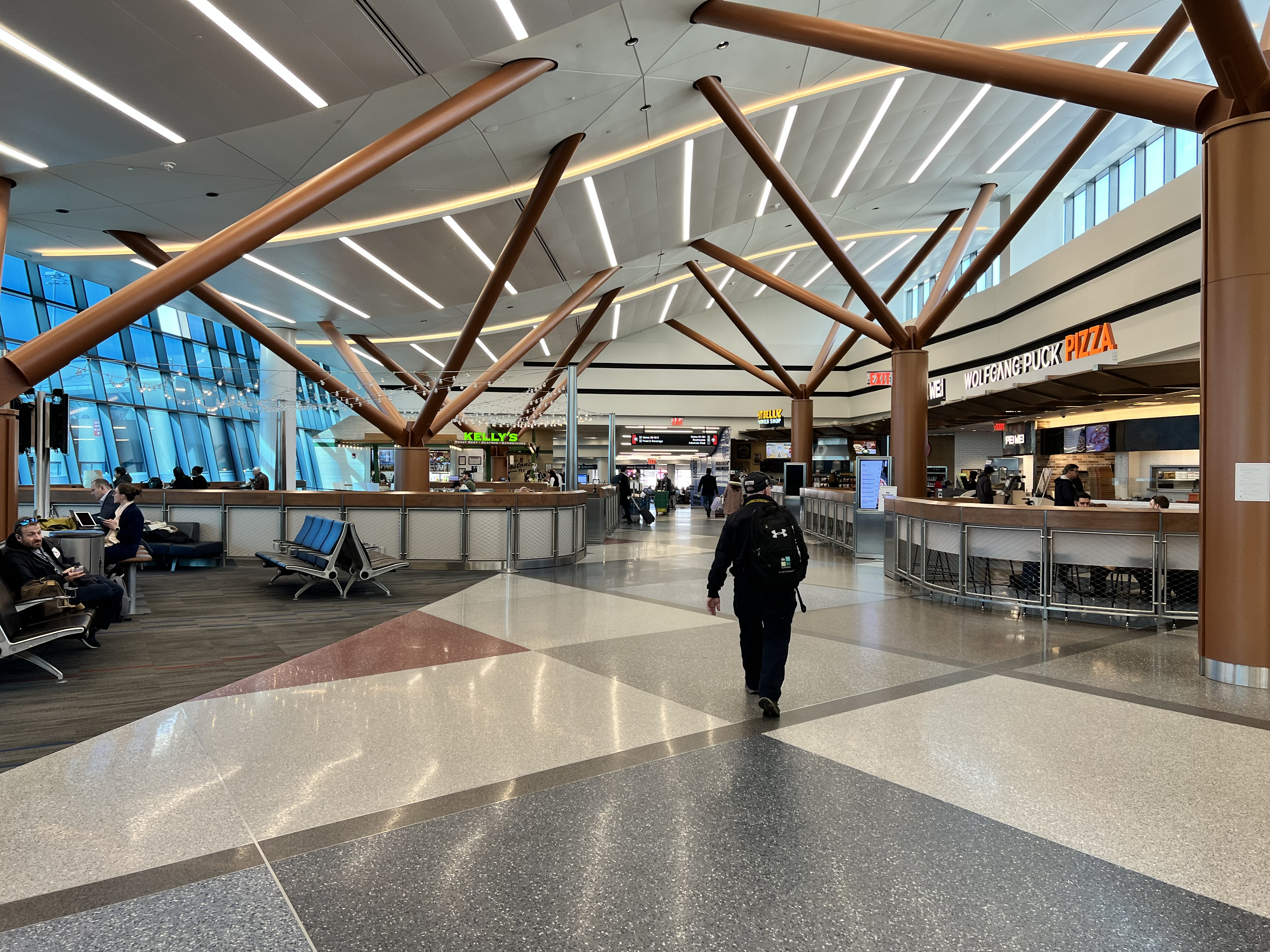
Terminal B del aeropuerto.

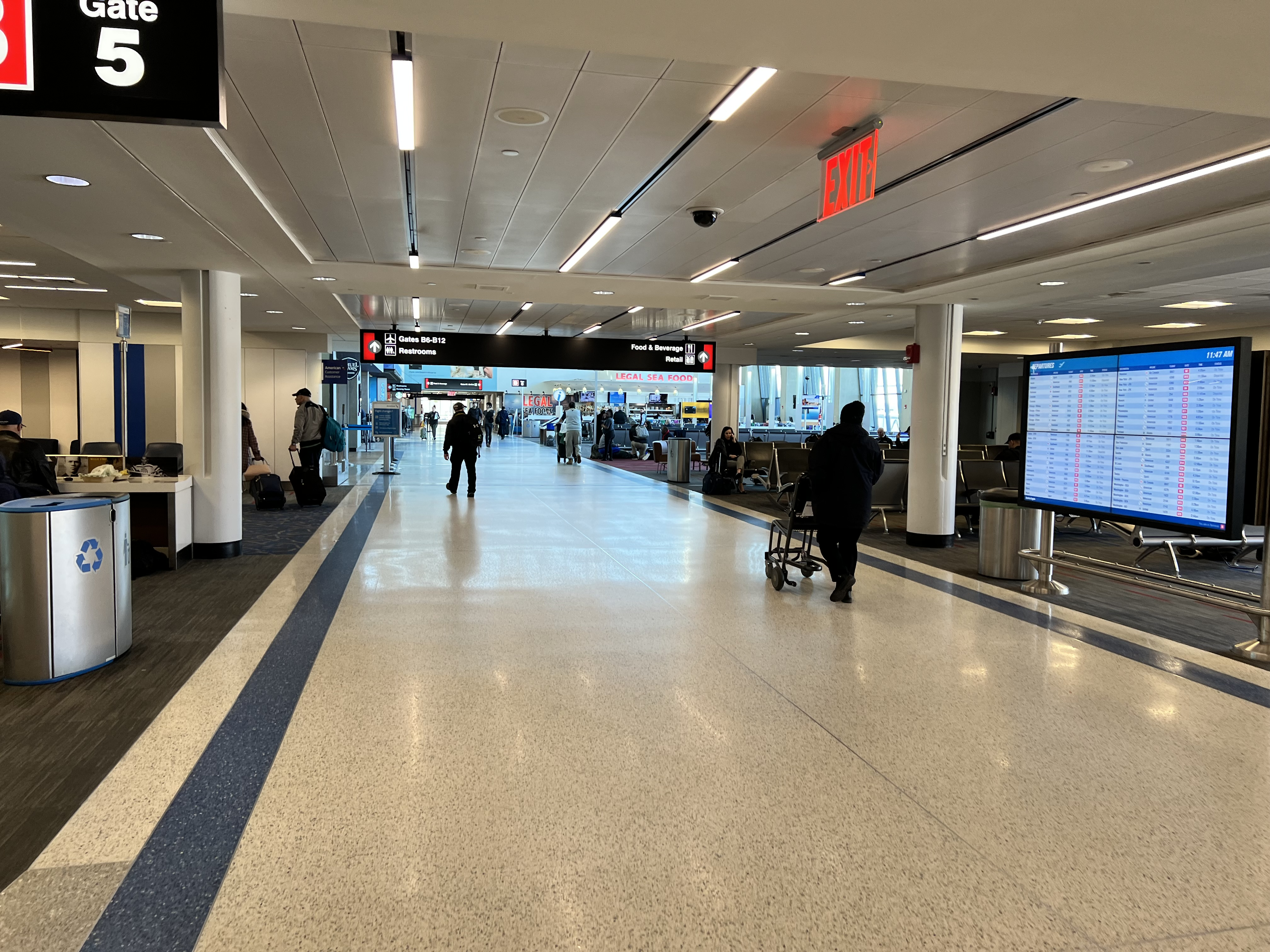
Terminal B del aeropuerto.

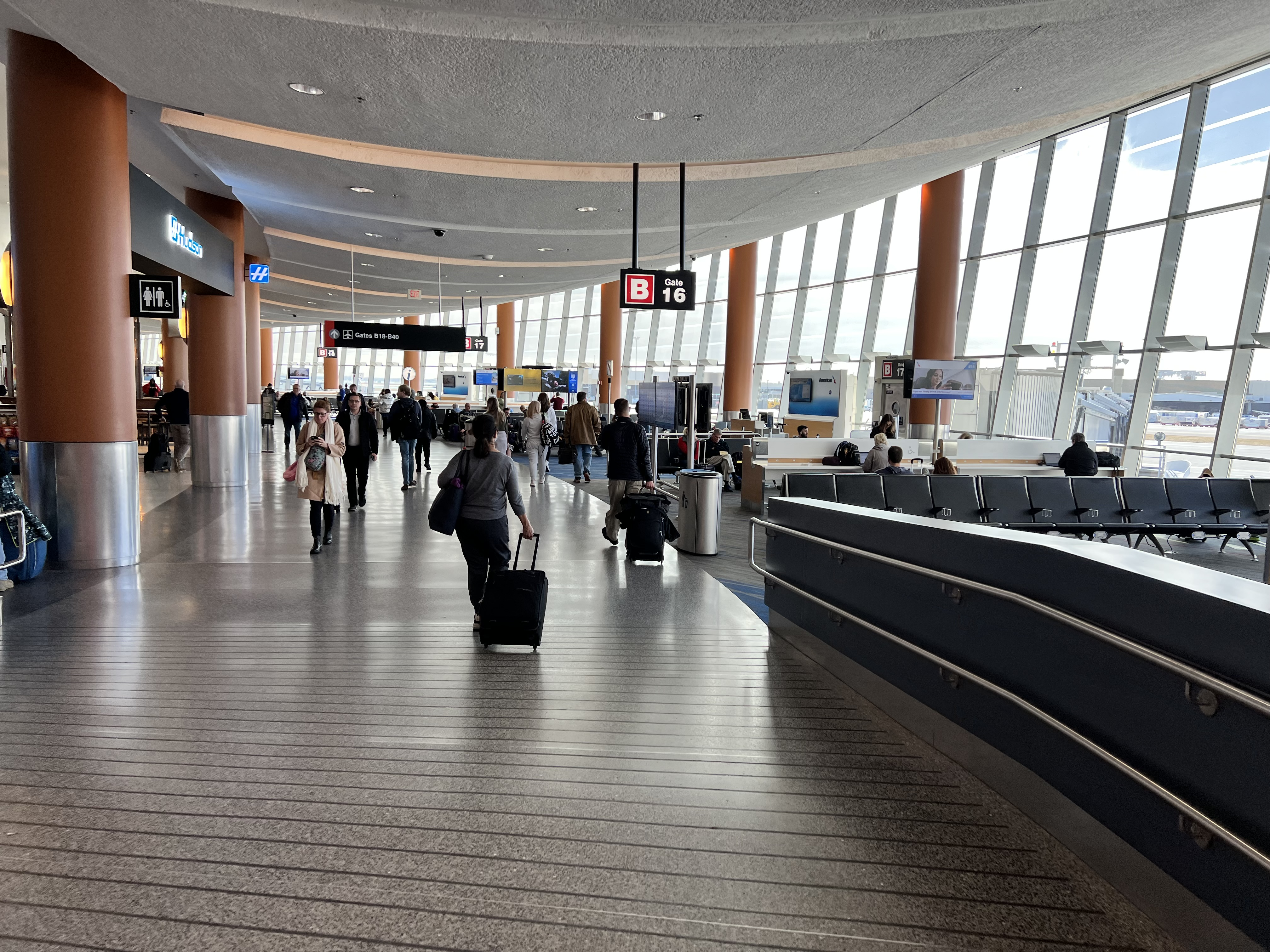
Terminal B del aeropuerto.

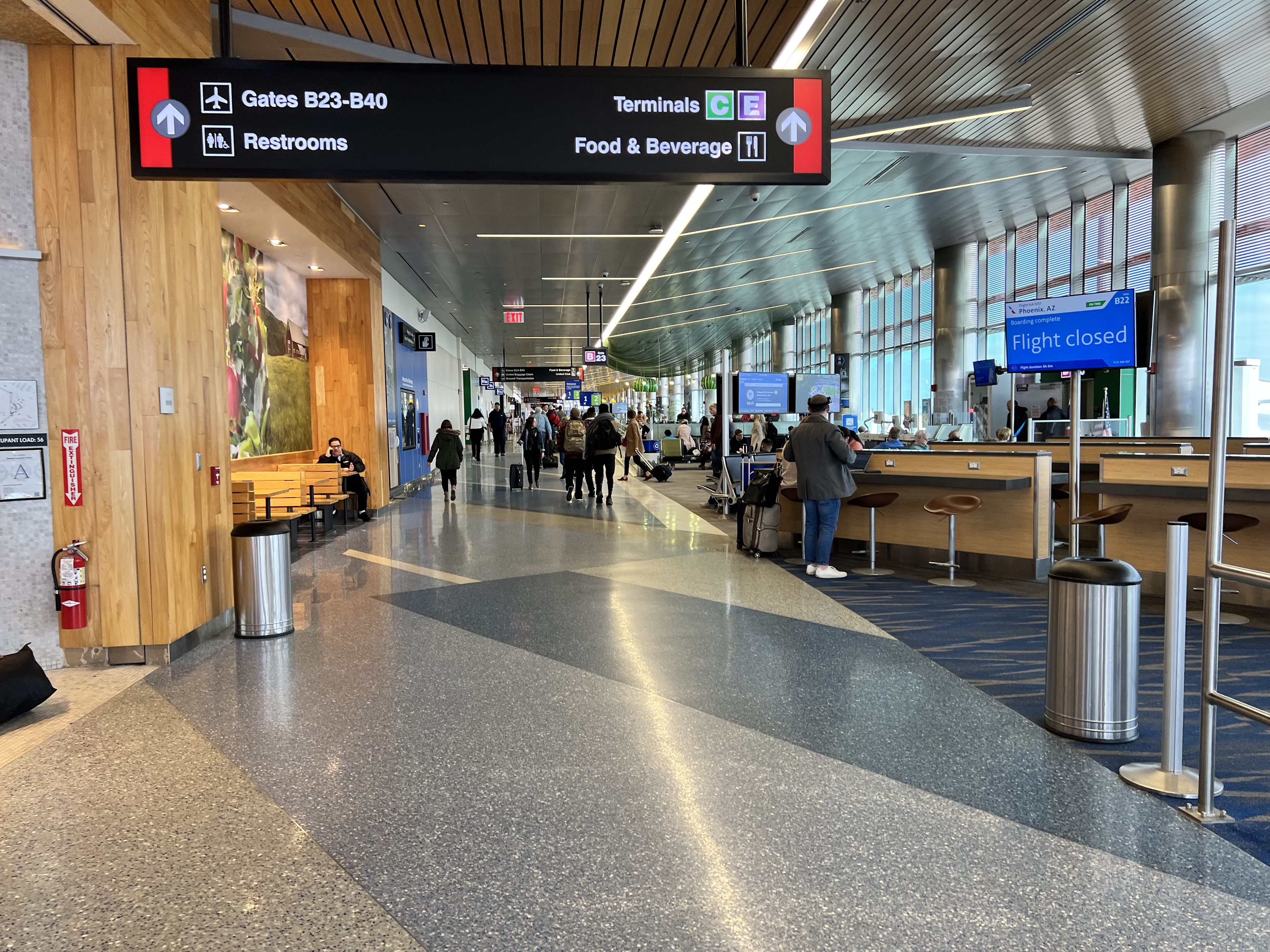
Terminal B del aeropuerto.

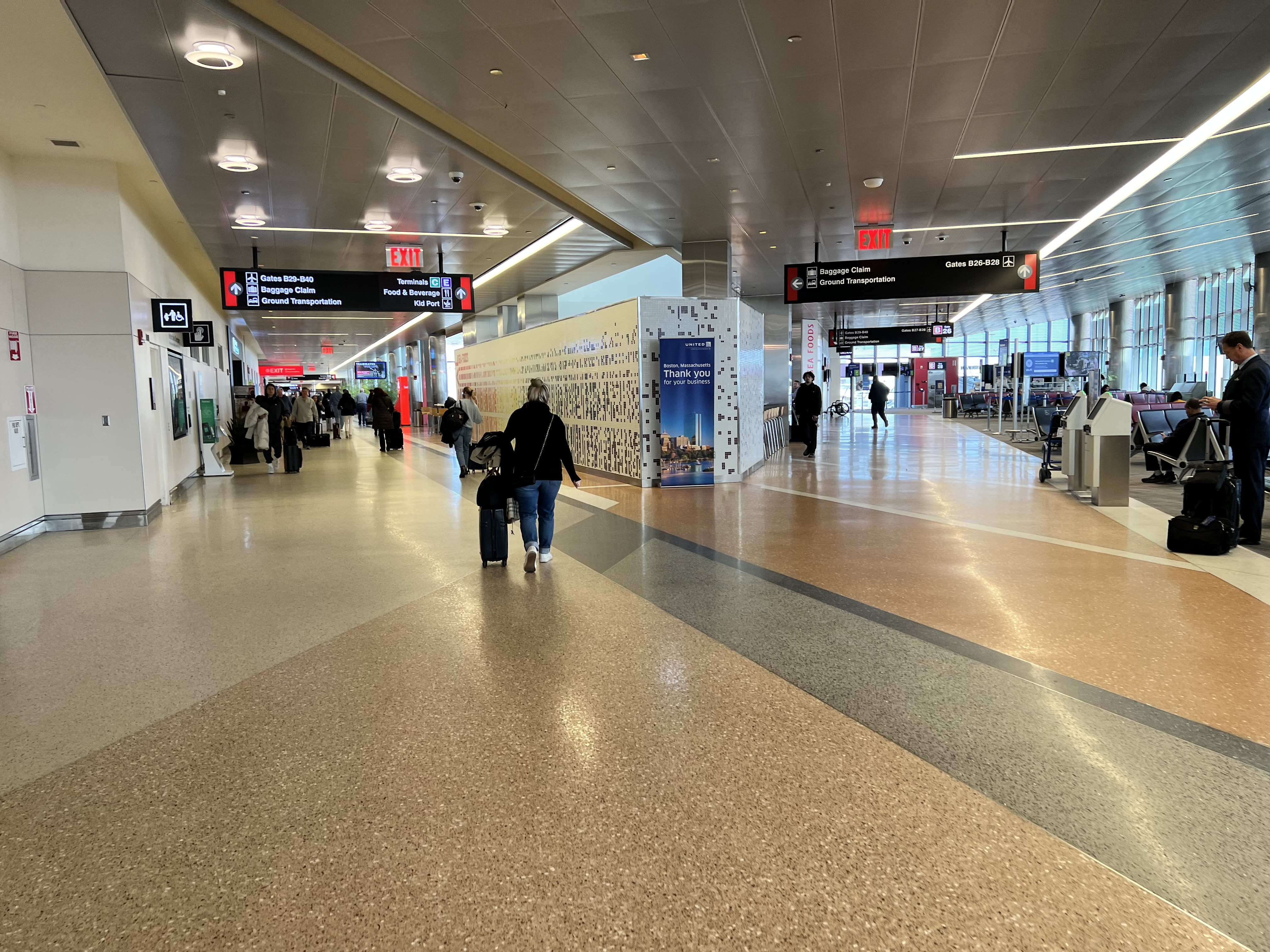
Terminal B del aeropuerto.

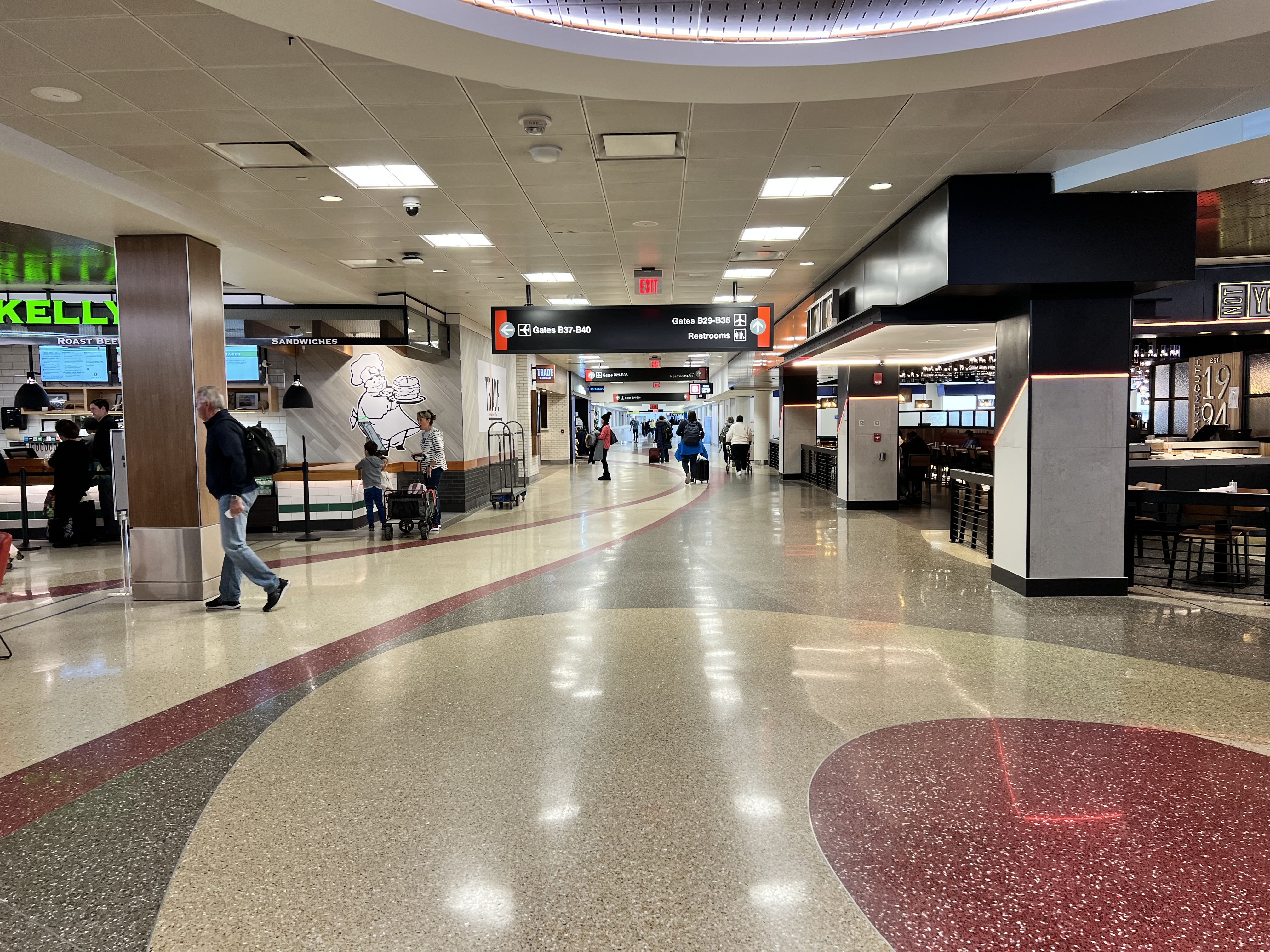
Terminal B del aeropuerto.

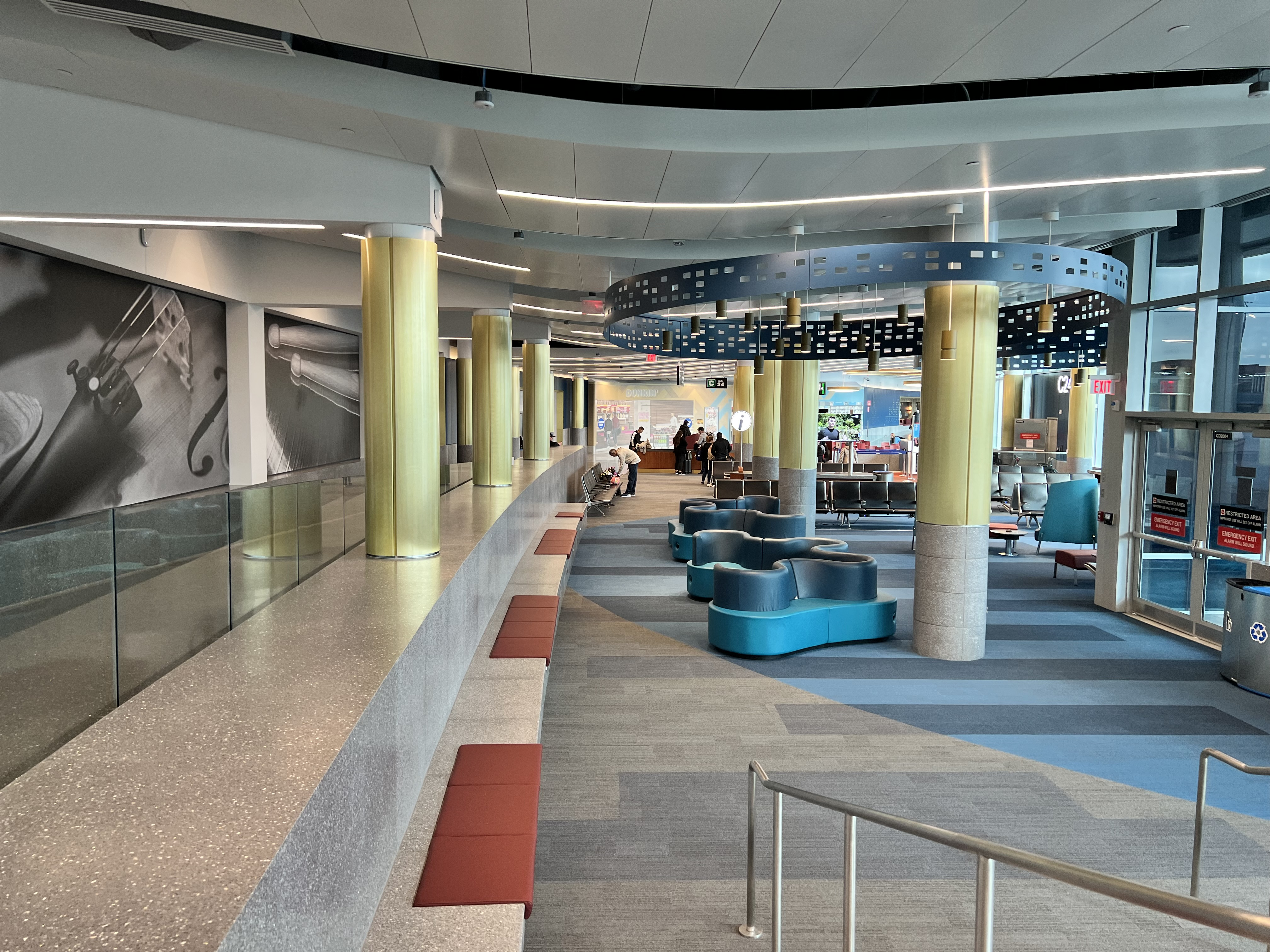
Terminal C del aeropuerto.

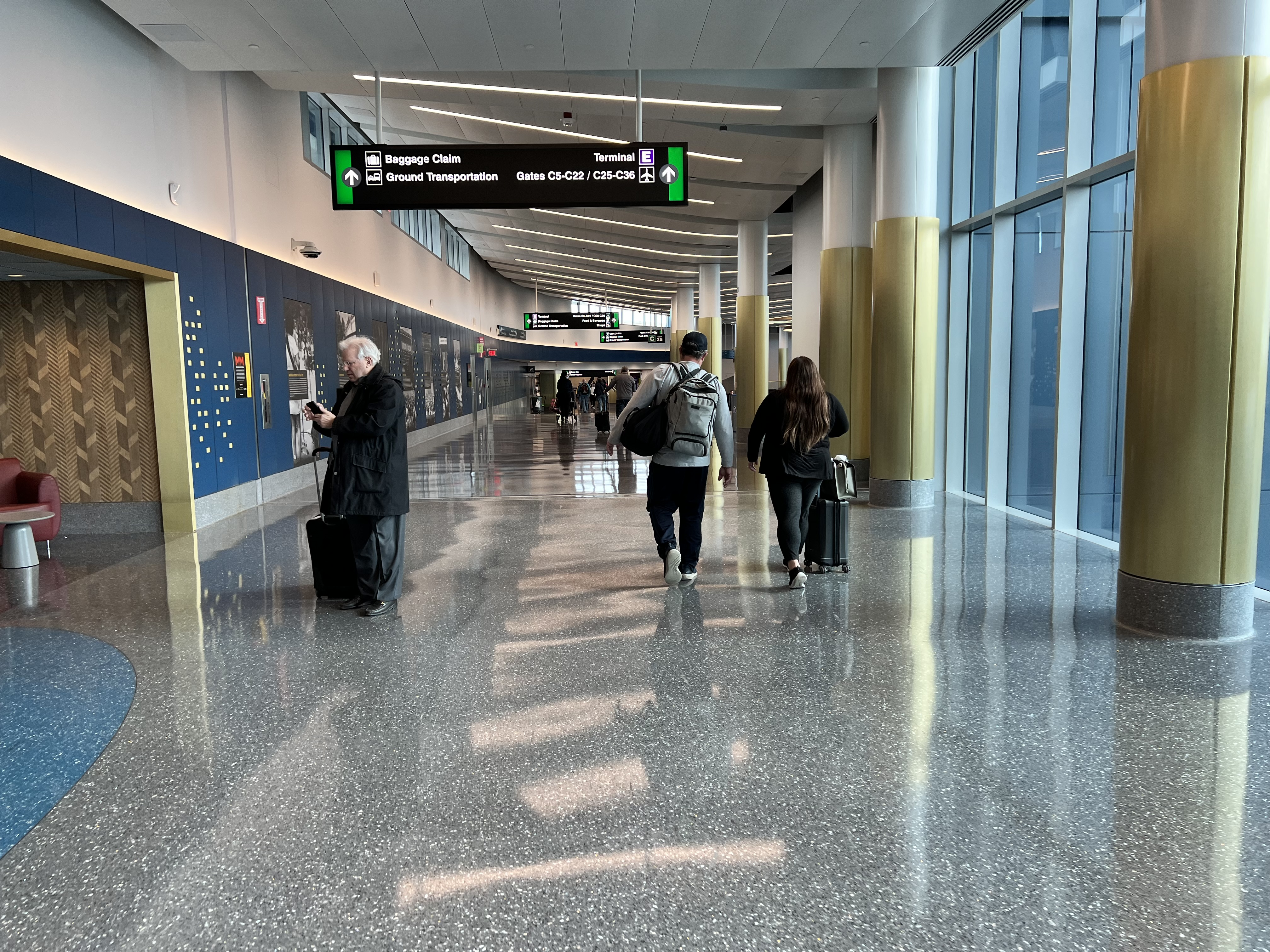
Terminal C del aeropuerto.

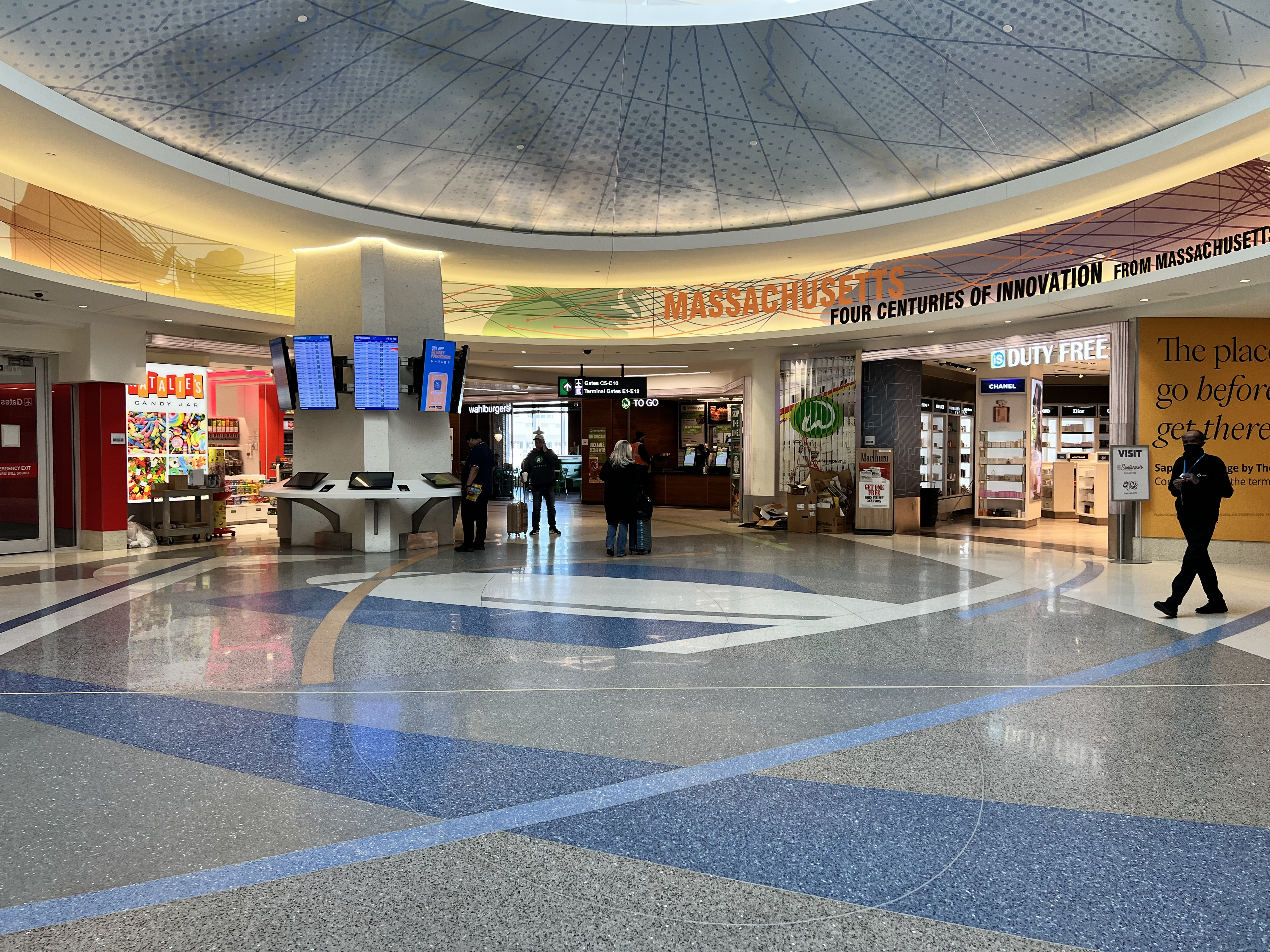
Terminal C del aeropuerto.

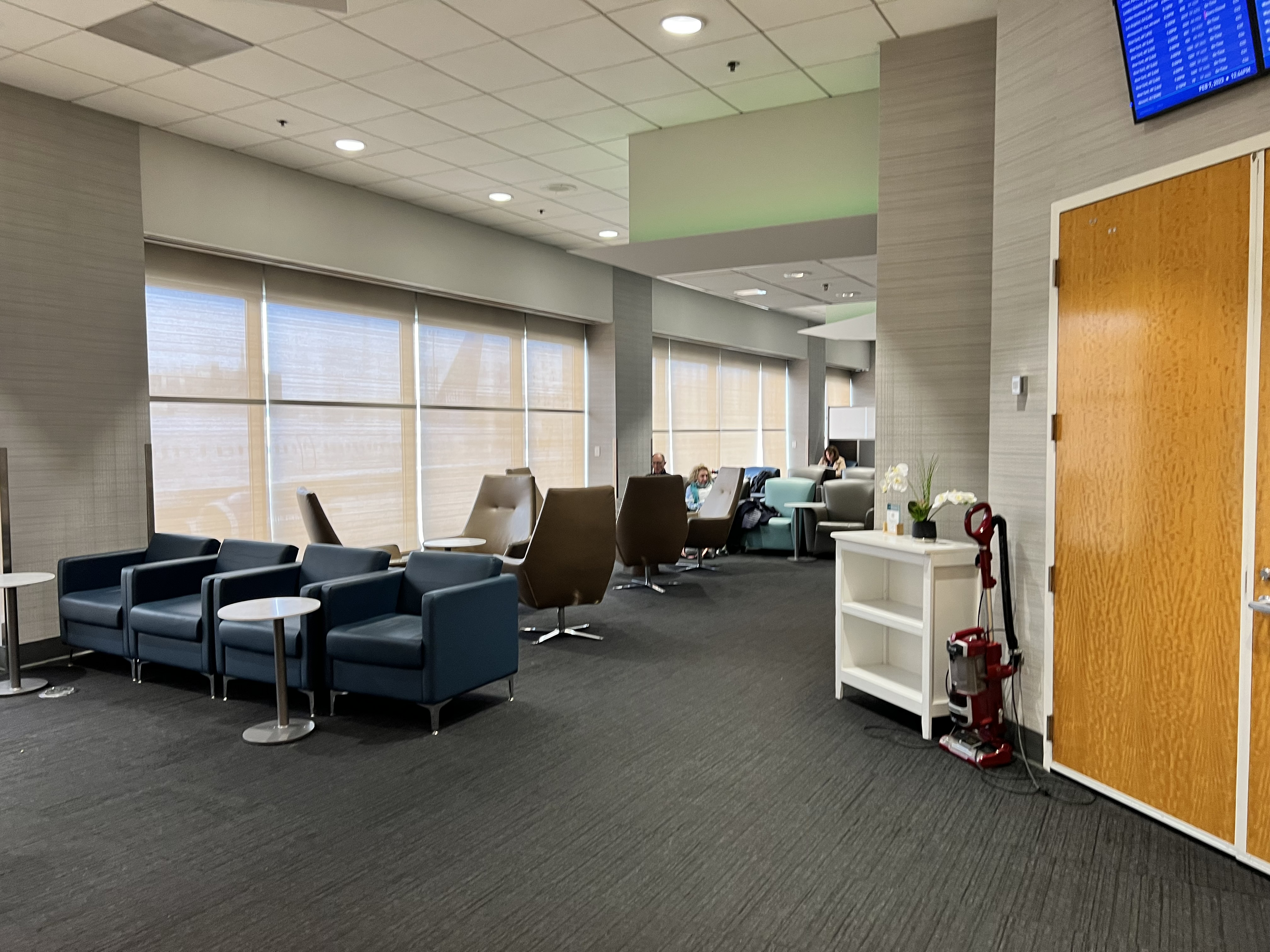
Salon VIP The Lounge en la Terminal C del aeropuerto.

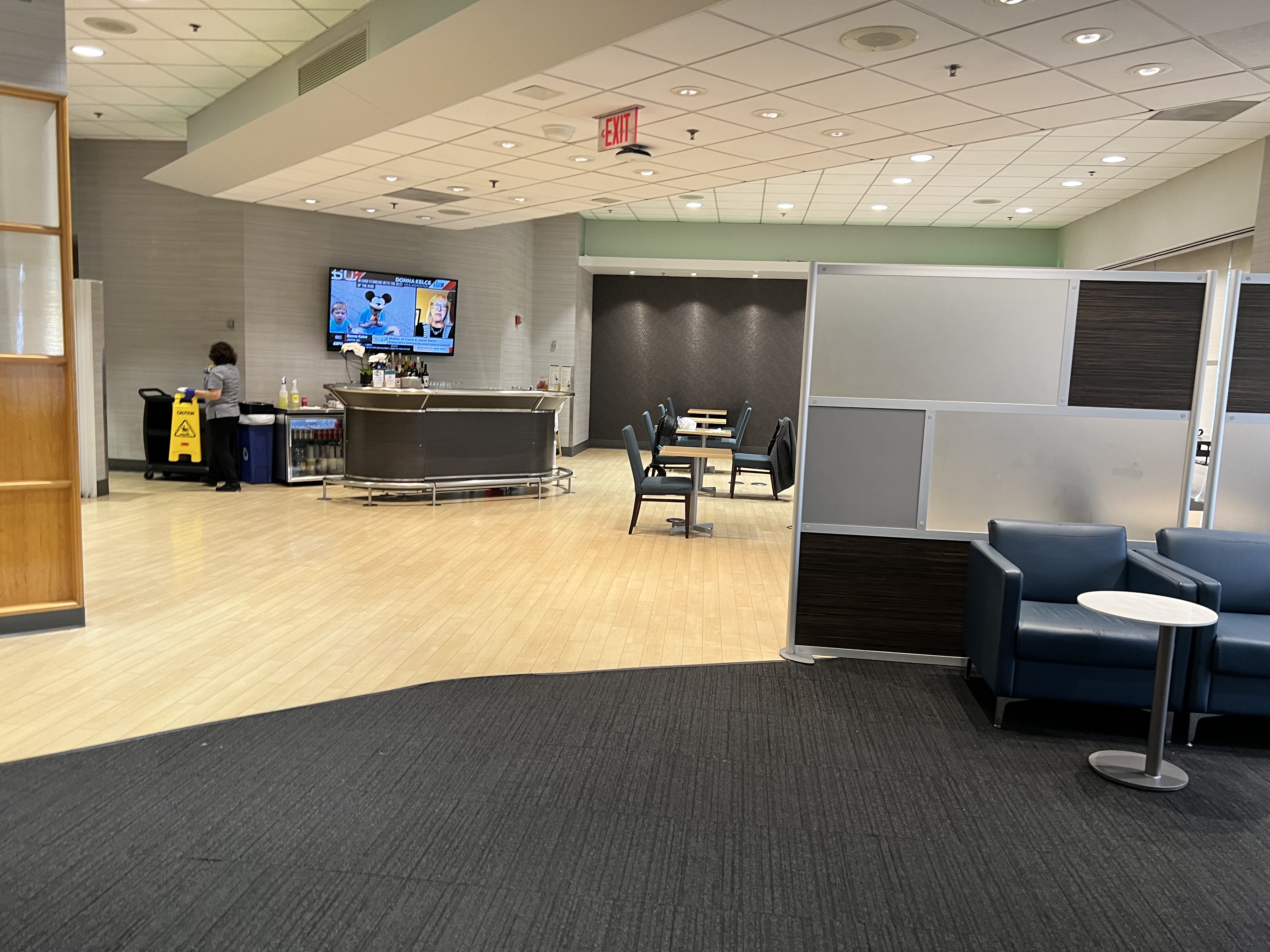
Salon VIP The Lounge en la Terminal C del aeropuerto.

| Aerolíneas                    | Destinos |
| ----------------------------- | --- |
| Aer Lingus                    | Dublín, Shannon |
| Aeroméxico                    | Ciudad de México |
| Air Canada                    | Montreal–Trudeau, Toronto–Pearson |
| Air Canada Express            | Halifax, Montreal–Trudeau |
| Air France                    | París–Charles de Gaulle |
| Alaska Airlines               | Portland (OR), San Diego, San Francisco, Seattle/Tacoma |
| Allegiant Air                 | Asheville, Des Moines, Destin/Fort Walton Beach, Grand Rapids, Knoxville, Norfolk, Sarasota, Savannah |
| American Airlines             | Charlotte, Chicago–O'Hare, Dallas/Fort Worth, Filadelfia, Londres–Heathrow, Los Ángeles, Miami, Nueva York–LaGuardia, Phoenix–Sky Harbor, Washington–National Estacional: Cancún, Montego Bay, Providenciales, Punta Cana |
| American Eagle                | Chicago–O'Hare, Cincinnati, Columbus–Glenn, Harrisburg, Indianápolis, Louisville, Nueva York–JFK, Rochester (NY), San Luis, Siracusa, Washington–National Estacional: Cayo Hueso, Halifax, Traverse City, Wilmington (NC) |
| Arajet                        | Santo Domingo–Las Américas (inicia el 20 de noviembre de 2025) |
| Austrian Airlines             | Viena |
| Avianca                       | Bogotá |
| Avianca El Salvador           | San Salvador |
| Azores Airlines               | Ponta Delgada, Terceira |
| BermudAir                     | Bermudas Estacional: Anguila (inicia el 19 de diciembre de 2025) |
| Boutique Air                  | Massena |
| British Airways               | Londres–Heathrow |
| Cape Air                      | Augusta (ME), Bar Harbor, Hyannis, Lebanon, Long Island/Islip, Martha's Vineyard, Nantucket, New Bedford (inicia el 29 de septiembre de 2025), Rockland, Rutland, Saranac Lake/Lake Placid Estacional: Provincetown |
| Cathay Pacific                | Hong Kong |
| Condor                        | Estacional: Fráncfort |
| Copa Airlines                 | Ciudad de Panamá–Tocumen |
| Delta Air Lines               | Ámsterdam, Atlanta, Austin, Cancún, Charleston (SC), Chicago–O'Hare, Dallas/Fort Worth, Denver, Detroit, Dublín, Fort Lauderdale, Fort Myers, Las Vegas, Lisboa, Londres–Heathrow, Los Ángeles, Miami, Mineápolis/St. Paul, Nashville, Nueva Orleans, Nueva York–JFK, Nueva York–LaGuardia, Orlando, París–Charles de Gaulle, Phoenix–Sky Harbor, Raleigh/Durham, Roma–Fiumicino, Salt Lake City, San Antonio, San Diego, San Francisco, San Juan, Seattle/Tacoma, Tampa, Tel Aviv, West Palm Beach Estacional: Aruba, Atenas, Barcelona, Bozeman, Edimburgo, Liberia (CR), Milán–Malpensa, Montego Bay, Myrtle Beach, Nasáu, Providenciales, Punta Cana, Santo Tomás (reinicia el 20 de diciembre de 2025) |
| Delta Connection              | Asheville, Baltimore, Charleston (SC), Charlotte, Cincinnati, Cleveland, Columbus–Glenn, Filadelfia, Indianápolis, Jacksonville (FL), Kansas City, Louisville, Madison, Memphis, Milwaukee, Nashville, Newark, Norfolk, Nueva York–JFK, Nueva York–LaGuardia, Pensacola, Pittsburgh, Richmond, Savannah, Washington–National Estacional: Chicago–O'Hare, Sarasota, Traverse City, Wilmington (NC) |
| El Al                         | Tel Aviv |
| Emirates                      | Dubái–International |
| Etihad Airways                | Abu Dabi |
| Frontier Airlines             | Atlanta, Charlotte, Cincinnati, Cleveland, Dallas/Fort Worth, Filadelfia, Orlando, Raleigh-Durham, San Juan Estacional: Miami, Tampa |
| Hainan Airlines               | Pekín–Capital |
| Hawaiian Airlines             | Honolulu (finaliza el 19 de noviembre de 2025) |
| Iberia                        | Madrid |
| Icelandair                    | Reikiavik–Keflavík |
| ITA Airways                   | Roma–Fiumicino |
| Japan Airlines                | Tokio–Narita |
| JetBlue Airways               | Aruba, Atlanta, Austin, Barbados, Bermudas, Búfalo, Cancún, Charleston (SC), Chicago–O'Hare, Cleveland, Dallas/Fort Worth, Daytona Beach (inicia el 4 de diciembre de 2025), Denver, Detroit, Filadelfia, Fort Lauderdale, Fort Myers, Houston–Intercontinental, Jacksonville (FL), Las Vegas, Londres–Heathrow, Los Ángeles, Miami (finaliza el 2 de septiembre de 2025), Montego Bay, Nashville, Nasáu, Nueva Orleans, Nueva York–JFK, Orlando, París–Charles de Gaulle, Pittsburgh, Presque Isle, Punta Cana, Raleigh/Durham, Richmond, San Diego, San Francisco, San Juan, Santiago de los Caballeros, Santo Domingo–Las Américas, Savannah, Siracusa, Tampa, Vero Beach (inicia el 11 de diciembre de 2025), Washington–National, West Palm Beach Estacional: Ámsterdam, Asheville, Bozeman, Cayo Hueso, Dublín, Edimburgo, Gran Caimán, Hayden/Steamboat Springs, Liberia (CR), Londres–Gatwick, Madrid, Martha's Vineyard, Milwaukee, Nantucket, Norfolk, Phoenix–Sky Harbor, Portland (OR), Providenciales, Puerto Plata, Sacramento, Salt Lake City, San Martín, Santa Lucía–Hewanorra, Santo Tomás, Sarasota, Seattle/Tacoma, Traverse City, Vancouver, Wilmington (NC) |
| KLM                           | Ámsterdam |
| Korean Air                    | Seúl–Incheon |
| LATAM Brasil                  | São Paulo–Guarulhos |
| Level                         | Barcelona |
| Lufthansa                     | Fráncfort, Múnich |
| PLAY                          | Reikiavik–Keflavík (finaliza el 15 de septiembre de 2025) |
| Porter Airlines               | Ottawa, Toronto–Billy Bishop |
| Qatar Airways                 | Doha |
| Scandinavian Airlines         | Copenhague |
| Southwest Airlines            | Baltimore, Chicago–Midway, Denver, Nashville, San Luis Estacional: Austin, Dallas–Love, Orlando |
| Spirit Airlines               | Baltimore, Dallas/Fort Worth, Detroit, Fort Lauderdale, Fort Myers, Houston–Intercontinental, Los Ángeles, Miami, Myrtle Beach, Orlando, San Juan, Tampa |
| Sun Country Airlines          | Mineápolis/St. Paul |
| Swiss International Air Lines | Zúrich |
| TAP Air Portugal              | Lisboa Estacional: Oporto |
| Turkish Airlines              | Estambul |
| United Airlines               | Chicago–O'Hare, Denver, Houston–Intercontinental, Los Ángeles, Newark, San Francisco, Washington–Dulles |
| United Express                | Newark |
| Virgin Atlantic               | Londres–Heathrow |
| WestJet                       | Estacional: Calgary, Vancouver |

Notas
1. ↑  El vuelo de Hainan Airlines de Boston a Pekín hace una parada técnica en Bruselas para repostar. Hainan Airlines no transporta pasajeros únicamente de Boston a Bruselas, ni tiene derechos de quinta libertad para hacerlo. Los vuelos de Pekín a Boston son directos.

### Hidroavión
El servicio de hidroavión estacional de Tailwind Air a Manhattan comenzó el 3 de agosto de 2021. Cape Air está aprobado, pero aún no ha comenzado el servicio programado.

### Carga
El Aeropuerto Logan es un aeropuerto de tamaño mediano en términos de carga, manejando 684,875 toneladas de carga en 2012, lo que lo convierte en el décimo aeropuerto más ocupado de Estados Unidos en términos de carga. Maneja muchas aerolíneas de carga con sede en Estados Unidos, incluidas DHL Aviation, FedEx Express y UPS Airlines. También cuenta con oficinas de carga para muchos transportistas internacionales de carga, incluidos British Airways World Cargo, Cathay Pacific Cargo, China Airlines Cargo, EVA Air Cargo, LATAM Cargo Chile y Saudia Cargo. Tiene dos complejos de carga: la Terminal de Carga Norte, ubicada cerca de la Terminal E y la Carga Sur, ubicada cerca de la Terminal A. Dado que el aeropuerto es la décima instalación de carga más concurrida del país, con muchas compañías que operan en el aeropuerto, se ha reconocido que la expansión futura de la carga desde Logan es limitada debido al espacio físico limitado para la expansión.
| Aerolíneas    | Destinos                                                 |
| ------------- | -------------------------------------------------------- |
| Ameriflight   | Newark                                                   |
| Atlas Air     | Cincinnati                                               |
| FedEx Express | Greensboro, Indianápolis, Memphis, Newark                |
| UPS Airlines  | Chicago-O'Hare, Dallas/Ft. Worth, Filadelfia, Louisville |

### Destinos internacionales
Se ofrece servicio a 58 destinos internacionales [14 estacionales], a cargo de 45 aerolíneas.
| Ciudades por países                                            | Nombre del aeropuerto                                  | Aerolíneas                                                                                        |              |
| Norteamérica                                                   | Norteamérica                                           | Norteamérica                                                                                      | Norteamérica |
| -------------------------------------------------------------- | ------------------------------------------------------ | ------------------------------------------------------------------------------------------------- | ------------ |
| Canadá                                                         |                                                        |                                                                                                   |              |
| Calgary                                                        | Aeropuerto Internacional de Calgary                    | WestJet (Estacional)                                                                              |              |
| Halifax                                                        | Aeropuerto Internacional de Halifax-Stanfield          | Air Canada Express / American Eagle (Estacional)                                                  |              |
| Montreal                                                       | Aeropuerto Internacional Pierre Elliott Trudeau        | Air Canada / Air Canada Express                                                                   |              |
| Ottawa                                                         | Aeropuerto Internacional de Ottawa                     | Porter Airlines                                                                                   |              |
| Toronto                                                        | Aeropuerto Internacional Toronto Pearson               | Air Canada                                                                                        |              |
| Toronto                                                        | Aeropuerto Toronto City Centre                         | Porter Airlines                                                                                   |              |
| Vancouver                                                      | Aeropuerto Internacional de Vancouver                  | JetBlue Airways (Estacional) / WestJet (Estacional)                                               |              |
| México                                                         |                                                        |                                                                                                   |              |
| Cancún                                                         | Aeropuerto Internacional de Cancún                     | American Airlines (Estacional) / Delta Air Lines / JetBlue Airways                                |              |
| Ciudad de México                                               | Aeropuerto Internacional de la Ciudad de México        | Aeroméxico                                                                                        |              |
| Centroamérica y El Caribe                                      |                                                        |                                                                                                   |              |
| Anguila                                                        |                                                        |                                                                                                   |              |
| Isla de Anguila                                                | Aeropuerto Internacional Clayton J. Lloyd              | BermudAir (Estacional) (inicia el 19 de diciembre de 2025)                                        |              |
| Aruba                                                          |                                                        |                                                                                                   |              |
| Oranjestad                                                     | Aeropuerto Internacional Reina Beatrix                 | Delta Air Lines (Estacional) / JetBlue Airways                                                    |              |
| Bahamas                                                        |                                                        |                                                                                                   |              |
| Nasáu                                                          | Aeropuerto Internacional Lynden Pindling               | Delta Air Lines (Estacional) / JetBlue Airways                                                    |              |
| Barbados                                                       |                                                        |                                                                                                   |              |
| Bridgetown                                                     | Aeropuerto Internacional Grantley Adams                | JetBlue Airways                                                                                   |              |
| Bermudas                                                       |                                                        |                                                                                                   |              |
| Hamilton                                                       | Aeropuerto Internacional L.F. Wade                     | BermudAir / JetBlue Airways                                                                       |              |
| Costa Rica                                                     |                                                        |                                                                                                   |              |
| Liberia                                                        | Aeropuerto de Guanacaste                               | Delta Air Lines (Estacional) / JetBlue Airways (Estacional)                                       |              |
| El Salvador                                                    |                                                        |                                                                                                   |              |
| San Salvador                                                   | Aeropuerto Internacional de El Salvador                | Avianca El Salvador                                                                               |              |
| Islas Caimán                                                   |                                                        |                                                                                                   |              |
| Gran Caimán                                                    | Aeropuerto Internacional Owen Roberts                  | JetBlue Airways (Estacional)                                                                      |              |
| Islas Turcas y Caicos                                          |                                                        |                                                                                                   |              |
| Providenciales                                                 | Aeropuerto Internacional de Providenciales             | American Airlines (Estacional) / Delta Air Lines (Estacional) / JetBlue Airways (Estacional)      |              |
| Islas Vírgenes de los Estados Unidos                           |                                                        |                                                                                                   |              |
| Santo Tomás                                                    | Aeropuerto Internacional Cyril E. King                 | Delta Air Lines (Estacional) (reinicia el 20 de diciembre de 2025) / JetBlue Airways (Estacional) |              |
| Jamaica                                                        |                                                        |                                                                                                   |              |
| Montego Bay                                                    | Aeropuerto Internacional Sir Donald Sangster           | American Airlines (Estacional) / Delta Air Lines (Estacional) / JetBlue Airways                   |              |
| Panamá                                                         |                                                        |                                                                                                   |              |
| Ciudad de Panamá                                               | Aeropuerto Internacional de Tocumen                    | Copa Airlines                                                                                     |              |
| Puerto Rico                                                    |                                                        |                                                                                                   |              |
| San Juan                                                       | Aeropuerto Internacional Luis Muñoz Marín              | Delta Air Lines / Frontier Airlines / JetBlue Airways / Spirit Airlines                           |              |
| República Dominicana                                           |                                                        |                                                                                                   |              |
| Puerto Plata                                                   | Aeropuerto Internacional Gregorio Luperón              | JetBlue Airways (Estacional)                                                                      |              |
| Punta Cana                                                     | Aeropuerto Internacional de Punta Cana                 | American Airlines (Estacional) / Delta Air Lines (Estacional) / JetBlue Airways                   |              |
| Santiago de los Caballeros                                     | Aeropuerto Internacional del Cibao                     | JetBlue Airways                                                                                   |              |
| Santo Domingo                                                  | Aeropuerto Internacional Las Américas                  | Arajet (inicia el 20 de noviembre de 2025) / JetBlue Airways                                      |              |
| Santa Lucía                                                    |                                                        |                                                                                                   |              |
| Santa Lucía                                                    | Aeropuerto Internacional Hewanorra                     | JetBlue Airways (Estacional)                                                                      |              |
| San Martín                                                     |                                                        |                                                                                                   |              |
| Philipsburg                                                    | Aeropuerto Internacional Princesa Juliana              | JetBlue Airways (Estacional)                                                                      |              |
| Sudamérica                                                     |                                                        |                                                                                                   |              |
| Brasil                                                         |                                                        |                                                                                                   |              |
| São Paulo                                                      | Aeropuerto Internacional de São Paulo-Guarulhos        | LATAM Brasil                                                                                      |              |
| Colombia                                                       |                                                        |                                                                                                   |              |
| Bogotá                                                         | Aeropuerto Internacional El Dorado                     | Avianca                                                                                           |              |
| Europa                                                         |                                                        |                                                                                                   |              |
| Alemania                                                       |                                                        |                                                                                                   |              |
| Fráncfort                                                      | Aeropuerto de Fráncfort del Meno                       | Condor (Estacional) / Lufthansa                                                                   |              |
| Múnich                                                         | Aeropuerto Internacional de Múnich-Franz Josef Strauss | Lufthansa                                                                                         |              |
| Austria                                                        |                                                        |                                                                                                   |              |
| Viena                                                          | Aeropuerto de Viena-Schwechat                          | Austrian Airlines                                                                                 |              |
| Dinamarca                                                      |                                                        |                                                                                                   |              |
| Copenhague                                                     | Aeropuerto de Copenhague-Kastrup                       | Scandinavian Airlines                                                                             |              |
| España                                                         |                                                        |                                                                                                   |              |
| Barcelona                                                      | Aeropuerto Josep Tarradellas Barcelona-El Prat         | Delta Air Lines (Estacional) / Level                                                              |              |
| Madrid                                                         | Aeropuerto Adolfo Suárez Madrid-Barajas                | Iberia / JetBlue Airways (Estacional)                                                             |              |
| Francia                                                        |                                                        |                                                                                                   |              |
| París                                                          | Aeropuerto de París-Charles de Gaulle                  | Air France / Delta Air Lines / JetBlue Airways                                                    |              |
| Grecia                                                         |                                                        |                                                                                                   |              |
| Atenas                                                         | Aeropuerto Internacional Eleftherios Venizelos         | Delta Air Lines                                                                                   |              |
| Irlanda                                                        |                                                        |                                                                                                   |              |
| Dublín                                                         | Aeropuerto de Dublín                                   | Aer Lingus / Delta Air Lines / JetBlue Airways (Estacional)                                       |              |
| Shannon                                                        | Aeropuerto Internacional de Shannon                    | Aer Lingus (Estacional)                                                                           |              |
| Islandia                                                       |                                                        |                                                                                                   |              |
| Reikiavik                                                      | Aeropuerto Internacional de Keflavík                   | Icelandair / PLAY (finaliza el 15 de septiembre de 2025)                                          |              |
| Italia                                                         |                                                        |                                                                                                   |              |
| Milán                                                          | Aeropuerto de Milán-Malpensa                           | Delta Air Lines (Estacional)                                                                      |              |
| Roma                                                           | Aeropuerto de Roma-Fiumicino                           | Delta Air Lines / ITA Airways                                                                     |              |
| Países Bajos                                                   |                                                        |                                                                                                   |              |
| Ámsterdam                                                      | Aeropuerto de Ámsterdam-Schiphol                       | Delta Air Lines / JetBlue Airways (Estacional) / KLM                                              |              |
| Portugal                                                       |                                                        |                                                                                                   |              |
| Lisboa                                                         | Aeropuerto de Lisboa                                   | Delta Air Lines / TAP Air Portugal                                                                |              |
| Oporto                                                         | Aeropuerto de Oporto-Francisco Sá Carneiro             | TAP Air Portugal (Estacional)                                                                     |              |
| Ponta Delgada                                                  | Aeropuerto Juan Pablo II                               | Azores Airlines                                                                                   |              |
| Terceira                                                       | Aeropuerto de Lajes                                    | Azores Airlines                                                                                   |              |
| Reino Unido                                                    |                                                        |                                                                                                   |              |
| Edimburgo                                                      | Aeropuerto de Edimburgo                                | Delta Air Lines (Estacional) / JetBlue Airways (Estacional)                                       |              |
| Londres                                                        | Aeropuerto de Londres-Heathrow                         | American Airlines / British Airways / Delta Air Lines / JetBlue Airways / Virgin Atlantic         |              |
| Londres                                                        | Aeropuerto de Londres-Gatwick                          | JetBlue Airways (Estacional)                                                                      |              |
| Suiza                                                          |                                                        |                                                                                                   |              |
| Zúrich                                                         | Aeropuerto Internacional de Zúrich                     | Swiss International Airlines                                                                      |              |
| Turquía                                                        |                                                        |                                                                                                   |              |
| Estambul                                                       | Aeropuerto Internacional de Estambul                   | Turkish Airlines                                                                                  |              |
| Asia                                                           |                                                        |                                                                                                   |              |
| Catar                                                          |                                                        |                                                                                                   |              |
| Doha                                                           | Aeropuerto Internacional Hamad                         | Qatar Airways                                                                                     |              |
| China                                                          |                                                        |                                                                                                   |              |
| Pekín                                                          | Aeropuerto Internacional de Pekín-Capital              | Hainan Airlines                                                                                   |              |
| Corea del Sur                                                  |                                                        |                                                                                                   |              |
| Seúl                                                           | Aeropuerto Internacional de Incheon                    | Korean Air                                                                                        |              |
| EAU                                                            |                                                        |                                                                                                   |              |
| Abu Dabi                                                       | Aeropuerto Internacional Zayed                         | Etihad Airways                                                                                    |              |
| Dubái                                                          | Aeropuerto Internacional de Dubái                      | Emirates                                                                                          |              |
| Hong Kong                                                      |                                                        |                                                                                                   |              |
| Hong Kong                                                      | Aeropuerto Internacional de Hong Kong                  | Cathay Pacific                                                                                    |              |
| Israel                                                         |                                                        |                                                                                                   |              |
| Tel Aviv                                                       | Aeropuerto Internacional Ben Gurión                    | Delta Air Lines / El Al                                                                           |              |
| Japón                                                          |                                                        |                                                                                                   |              |
| Tokio                                                          | Aeropuerto Internacional de Narita                     | Japan Airlines                                                                                    |              |
| Total: 58 destinos [14 estacionales], 38 países, 53 aerolíneas |                                                        |                                                                                                   |              |

## Estadísticas

### Rutas más transitadas
| Número | Ciudad                        | Pasajeros | Aerolínea                                                                                              |
| ------ | ----------------------------- | --------- | --- |
| 1      | Chicago, Illinois             | 842,000   | American Airlines, Delta Connection, JetBlue Airways, Spirit Airlines, United Airlines, United Express |
| 2      | Atlanta, Georgia              | 779,000   | Delta Air Lines, JetBlue Airways, Spirit Airlines                                                      |
| 3      | Washington D. C.              | 779,000   | American Airlines, American Eagle, Delta Connection, JetBlue Airways                                   |
| 4      | Orlando, Florida              | 747,000   | Delta Air Lines, Frontier Airlines, JetBlue Airways, Southwest Airlines, Spirit Airlines               |
| 5      | San Francisco, California     | 663,000   | Alaska Airlines, Delta Air Lines, JetBlue Airways, United Airlines                                     |
| 6      | Los Ángeles, California       | 632,000   | Alaska Airlines, American Airlines, Delta Air Lines, JetBlue Airways, United Airlines                  |
| 7      | Charlotte, Carolina del Norte | 604,000   | American Airlines, JetBlue Airways                                                                     |
| 8      | Denver, Colorado              | 583,000   | Delta Air Lines, JetBlue Airways, Southwest Airlines, United Airlines                                  |
| 9      | Dallas, Texas                 | 573,000   | American Airlines, Delta Air Lines, Frontier Airlines, JetBlue Airways, Spirit Airlines                |
| 10     | Miami, Florida                | 557,000   | American Airlines, Delta Air Lines, Frontier Airlines, JetBlue Airways                                 |

| Número | Aeropuerto              | Pasajeros | Aerolínea                                                                             |
| ------ | ----------------------- | --------- | ------------------------------------------------------------------------------------- |
| 1      | Londres, Reino Unido    | 1,050,067 | American Airlines, British Airways, Delta Air Lines, JetBlue Airways, Virgin Atlantic |
| 2      | París, Francia          | 523,079   | Air France, Delta Air Lines, JetBlue Airways                                          |
| 3      | Dublín, Irlanda         | 482,721   | Aer Lingus, Delta Air Lines, JetBlue Airways                                          |
| 4      | Ámsterdam, Países Bajos | 422,160   | Delta Air Lines, JetBlue Airways, KLM                                                 |
| 5      | Reikiavik, Islandia     | 352,237   | Icelandair, PLAY                                                                      |
| 6      | Oranjestad, Aruba       | 325,026   | Delta Air Lines, JetBlue Airways                                                      |
| 7      | Lisboa, Portugal        | 324,143   | Delta Air Lines, TAP Air Portugal                                                     |
| 8      | Toronto, Canadá         | 291,557   | Air Canada                                                                            |
| 9      | Cancún, México          | 263,710   | American Airlines, Delta Air Lines, JetBlue Airways                                   |
| 10     | Fráncfort, Alemania     | 237,776   | Condor, Lufthansa                                                                     |

### Tráfico anual
|      | Pasajeros  | Cambio porcentual | Operaciones aéreas | Carga (libras) |
| ---- | ---------- | ----------------- | ------------------ | -------------- |
| 1998 | 26,526,708 |                   | 507,449            | 803,841,263    |
| 1999 | 27,052,078 | 2.0%              | 494,816            | 824,167,499    |
| 2000 | 27,726,833 | 2.5%              | 487,996            | 852,347,154    |
| 2001 | 24,474,930 | 11.7%             | 463,125            | 744,797,296    |
| 2002 | 22,696,141 | 7.3%              | 392,079            | 789,610,008    |
| 2003 | 22,791,169 | 0.4%              | 373,304            | 744,838,287    |
| 2004 | 26,142,516 | 14.7%             | 405,258            | 759,274,990    |
| 2005 | 27,087,905 | 3.6%              | 409,066            | 741,517,308    |
| 2006 | 27,725,443 | 2.4%              | 406,119            | 679,068,089    |
| 2007 | 28,102,455 | 1.4%              | 399,537            | 632,449,775    |
| 2008 | 26,102,651 | 7.1%              | 371,604            | 587,772,302    |
| 2009 | 25,512,086 | 2.3%              | 345,306            | 517,557,182    |
| 2010 | 27,428,962 | 7.5%              | 352,643            | 546,379,403    |
| 2011 | 28,907,938 | 5.4%              | 368,987            | 529,212,783    |
| 2012 | 29,325,617 | 1.4%              | 354,869            | 525,392,642    |
| 2013 | 30,318,631 | 3.4%              | 361,339            | 538,192,790    |
| 2014 | 31,634,445 | 4.7%              | 363,797            | 585,459,955    |
| 2015 | 33,449,580 | 5.7%              | 372,930            | 575,781,601    |
| 2016 | 36,288,042 | 8.5%              | 391,222            | 616,933,699    |
| 2017 | 38,412,419 | 5.9%              | 401,371            | 679,407,977    |
| 2018 | 40,941,925 | 6.6%              | 424,024            | 704,200,557    |
| 2019 | 42,522,411 | 3.9%              | 427,176            | 688,939,147    |
| 2020 | 12,618,128 | 70.3%             | 206,702            | 575,471,964    |
| 2021 | 22,678,499 | 79.7%             | 266,034            | 617,962,396    |
| 2022 | 36,090,176 | 59.1%             | 378,613            | 645,688,980    |
| 2023 | 40,833,978 | 13.1%             | 395,146            | 565,119,946    |
| 2024 | 43,500,033 | 6.5%              | 413,409            | 568,391,978    |

## Aeropuertos cercanos
Los aeropuertos más cercanos son:
- Aeropuerto Municipal de Provincetown (72km)
- Aeropuerto Regional de Mánchester-Boston (73km)
- Aeropuerto de Fall River (76km)
- Aeropuerto T. F. Green (78km)
- Aeropuerto Municipal Barnstable (98km)